# サツマイモ
サツマイモ（薩摩芋、学名: Ipomoea batatas）、ヒルガオ科サツマイモ属の多年生植物。あるいはその食用部分である塊根（養分を蓄えている肥大した根、芋）。別名で、甘藷（かんしょ）、唐芋（からいも）ともよばれる。中南米の原産で、ヨーロッパ、中国、日本などへ広まり、各地で栽培されている。食用される塊根はデンプンやビタミン類を豊富に含み、焼酎原料や飼料にも利用される。また、蔓や葉は、日本の福岡県や沖縄県などの一部地域や韓国や東南アジア諸国などで食される。

## 名称
和名サツマイモは、江戸時代に琉球王国（現・沖縄県）を経て薩摩国（現・鹿児島県）に伝わり、そこでよく栽培された事に由来する。サツマイモは「薩摩藩から全国に広まった芋」を意味している。別名として甘藷（かんしょ）があり、中国植物名も甘藷である。甘藷は「甘味のある芋」の意味である。
英語では Sweet potato（スウィート・ポテト）、フランス語では patate douce（パタートゥ・ドゥース）、イタリア語では patata dolce（パタータ・ドルチェ）といい、いずれも「甘いジャガイモ」という意味をもつ。イタリア語では potata americana（パタータ・アメリカーナ：アメリカの芋の意）とも表現され、和名にも「アメリカイモ」の別名もある。英語圏の一部では、サツマイモ「sweet potato」を「Yam（ヤム）」などの別の名前で呼んでいる。ヤム芋を育てていたアフリカ系奴隷が、アメリカ合衆国で作られた水っぽい「ソフトスイートポテト品種」がヤム芋と似ていたことから「ヤム」と呼ぶようになったことに由来する。アメリカなどでは本来のヤム芋は輸入食料品店ぐらいにしか置いていないことから、ヤムと表示されていれば「ラベルに注意書き」が無い限り「ソフト」スイートポテトのことである。
地方により、また歴史的にも呼称は変遷し、たとえば日本本土では「唐芋（からいも、とういも）」や「琉球薯（りゅうきゅういも）」、野國總管が沖縄本島に導入した当時は「蕃薯（ばんしょ、はぬす、はんす、はんつ）」と呼ばれていた。他に「とん」「うむ（いもの琉球発音）」等とも呼ばれる。唐芋は「中国から伝わった芋」という意味を含んでいる。中国（唐）から伝来した由来により、特に九州では「唐芋」とも呼ばれる場合が多い。長崎県の対馬では「孝行いも」と呼ばれている。李氏朝鮮は対馬から伝わったが、その際に「孝行いも」が変化して、韓国語ではコグマ(朝: 고구마)と言う。

## 特徴
各地で栽培されるつる性の多年草。高温や乾燥に強く、痩せ地でも良く育つ丈夫な野菜で、芋（塊根）などを食用にする。葉は、ヨウサイやアサガオに外見が似ている。花はピンク色でアサガオに似るが、高温短日性であるため、日本の本州など温帯地域では開花しにくく、日長要因だけではなく何らかのストレスによってまれに開花する程度である。また、花の数が少なく受粉しにくい上に、受粉後の寒さで枯れてしまうことが多いため、品種改良では種子を効率よく採るためにアサガオなど数種類の近縁植物に接木して、台木から送られる養分や植物ホルモン等の働きによって開花を促進する技術が使われる。デンプンを多く含む芋は、根が肥大したもの（塊根）で、茎が肥大した塊茎を持つジャガイモと相違がみられる。
1955年（昭和30年）に西山市三がメキシコで祖先に当たる二倍体の野生種を見つけ、イポメア・トリフィーダ（Ipomoea trifida）と名付けた。後に他の学者達によって中南米が原産地とされた。若い葉と茎を利用する専用の品種もあり、主食や野菜として食用にされる。
芋の皮の色は紅色や赤紫色の他、黄色や白色がある。芋の中身は主に白色から黄色で、中には橙色や紫色になる品種もある。特に全体が紫で、芋の中身がアントシアニンに由来して紫色のサツマイモを、紫芋（むらさきいも）と呼んでいる。

## 歴史
原産地は中央アメリカのメキシコ中央部からグアテマラにかけてとする説が有力である。紀元前3000年以前から、メキシコ地域で栽培化されていたとみられている。その後は南米のペルーに伝わり、古代ペルーの遺跡からサツマイモの葉や花、根を描いた土器や綿布が発見されていることから、重要作物になっていったと考えられている。
ヨーロッパ・アジア・オセアニアにおいては外来植物である。
15世紀末にクリストファー・コロンブスが新大陸を発見し、スペインのイザベル女王へ献上したこと契機に、アメリカ大陸からヨーロッパへと広まった。しかし、もともと熱帯作物であったため、ヨーロッパではジャガイモのように普及することはなかった。イギリスではエリザベス朝の頃に、その甘さから好意的に受け入れられた。イギリス人はこの芋をペルーでの塊茎を意味する言葉であるbatataからpatateと呼んだ。18世紀末に甘くないジャガイモ（potato）が一般化するにつれ、サツマイモはsweet potatoと呼ばれるようになった。
大航海時代の1498年に、コロンブスがベネズエラを訪れて以降、1519年にはポルトガルのフェルディナンド・マゼランがスペイン船隊を率いて南端のマゼラン海峡を発見。16世紀に頻繁に南アメリカ大陸にやってきたスペイン人あるいはポルトガル人により東南アジアに導入された。ルソン島（フィリピン）から中国を経て、17世紀の初め頃に琉球、九州へと伝わった。
ニュージーランドへは10世紀頃に伝播し、「クマラ」(kumara) の名称で広く消費されている。西洋人の来航前に既にポリネシア域内では広く栽培されていた。
日本へは、17世紀初めに中国から琉球にもたらされ、やがて薩摩へ伝わり、九州南部で栽培されたのが「薩摩の芋」として、全国へ広まり定着した。なお、1597年に宮古島に伝わったとの説もあるが、年代に疑義がある上、宮古島から他の地域へは伝播しなかった。西日本の大飢饉の折に、鹿児島で餓死者を出さなかったことから、凶作の年でも収穫が見込める救荒作物として重要視されるようになり、江戸時代に飢饉を救う救荒作物として栽培が奨励された。飢饉対策に腐心していた江戸幕府8代将軍・徳川吉宗の命によって、1735年、蘭学者の青木昆陽が薩摩から江戸に種芋を取り寄せて、小石川御薬園（現：小石川植物園）などでサツマイモを試作し、これをきっかけに東日本各地でも栽培が広がった。20世紀の第二次世界大戦（太平洋戦争）中は、軍事統制下の深刻な食糧難からサツマイモ栽培が大いに奨励された（日本列島における普及史については、「日本列島における栽培と普及史」も参照）。

## 品種

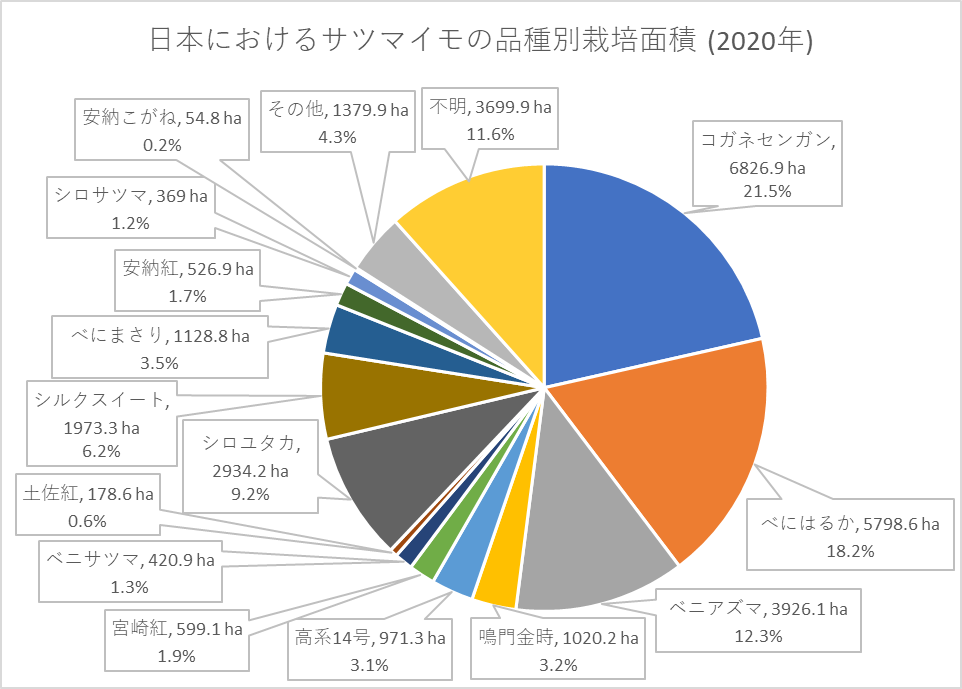
日本におけるサツマイモの品種別栽培面積

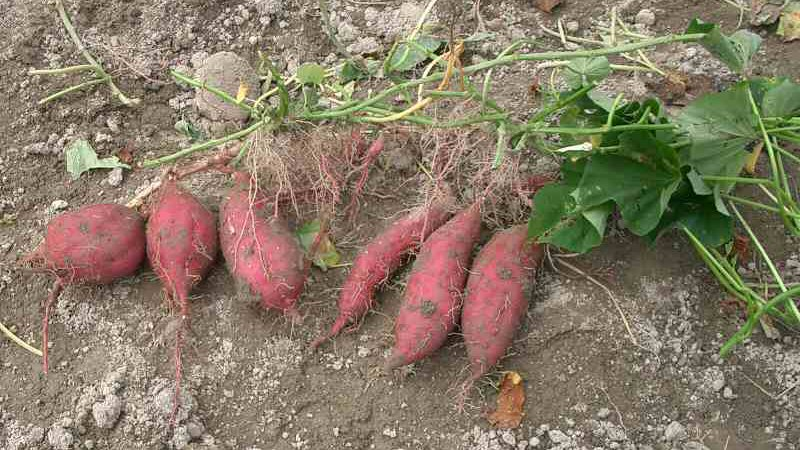
掘り出したサツマイモ

世界には4000種あるといわれているが、日本で栽培されるのは40品種程度である。紅あずま、紅こまち、紅赤（べにあか）、安納紅、安納こがね、紅はるか、シルクスイート、金時などの品種がある。なかでも、関東では紅あずま、関西および九州では高系14号が主流となっている。デンプン原料用としては、シロユタカ、シロサツマ、コガネセンガン（黄金千貫）などがある。天然着色料の原料としても使用される品種に、七福人参（カロテン色素を抽出する。）、琉球紫（アントシアニン色素を抽出する。）、パープルスイートロード（アントシアニン色素を抽出する。）がある。葉を楽しむ観葉植物用の品種も市販されている。
- 紅あずま（べにあずま） - 東日本でポピュラーな品種。芋の外皮が濃い紅紫色で中身が濃い黄色。繊維が比較的少なく甘味が強い。粉質でホクホクした食感が特徴[3]。焼き芋や菓子の材料の他、家庭料理全般に向く[9]。流通量が多く、農林水産省の統計によれば、紅あずまの全国作付け面積は2012年産で7358ヘクタール、2019年産で4472ヘクタールである[24]。
- 高系14号（こうけい14ごう） - 西日本でポピュラーな品種。芋の外皮は赤褐色、中身が淡黄色。糖度は8%ほどで甘味が強く、ややねっとりしている。焼き芋には最適で、各生産地で「鳴門金時」「土佐紅」「千葉紅」などの独自ブランド名をつけて出荷流通する[9]。
  - 鳴門金時（なるときんとき） - 西日本でポピュラーな徳島県鳴門の砂地で栽培される品種。甘味が強くホクホクした食感が特徴。天ぷら・大学芋・菓子材料に向く[25]。流通量が少ないことで知られる[20]。
  - 紅はるか（べにはるか） - 鳴門金時と同じ高系14号系の品種。「九州121号」と「春こがね」を交配させて誕生した。[26]名前の由来は、食味や外観が既存品種よりも「はるか」に優れていることから。甘味が強く、水分が多めで、蒸し芋や干し芋にすると美味しい[25]。農林水産省の統計によれば、紅はるかの全国作付け面積は2012年産で2037ヘクタール、2019年産で5301ヘクタールである。また高値のつく形やサイズのよいものが多く取れ、害虫にも強い[24]。
  - 坂出金時（さかいできんとき） - 高系14号系の香川県の品種。粉質のホクホクした食感で、ほどよい甘さがあり、料理や菓子に向く[25]。
  - 五郎島金時（ごろうじまきんとき） - 高系14号系の石川県金沢市・五郎島地区の砂丘地で栽培される品種[22]。江戸時代の元禄期に、鹿児島から加賀に種芋を持ち帰って栽培されたといわれる伝統品種。中央がふっくらした紡錘形で身の色が白く、上品な甘さと粉質でホクホクした食感がある[20][25]。
- 紅赤（べにあか） - かつて関東地方の代表的な品種で、皮が鮮やかな赤紫色で細長いのが特徴。細すぎるのは繊維が多い。加熱すると中が濃い黄色になって甘味が強く、焼き芋や栗金団用に人気がある[27]。
- 紅さつま（べにさつま） - 鹿児島県でもっとも多く栽培されている青果・加工用の芋。皮は濃赤色で中は黄白色。例年5月下旬から、日本一早い「新芋」として出荷される。ホクホクした食感で甘味があり、焼き芋やふかし芋、天ぷらなどに向く[27]。
- 大隅甘いも（おおすみあまいも） - 小ぶりで中が濃い色の鹿児島県の品種。加熱するとねっとりした食感で、甘味が強い[25]。
- アヤコマチ - 中が橙色に近い濃い色の芋で、カロテンを多く含む。焼き芋・蒸し芋・サラダに向く[25]。
- いずみいも - 外皮が白っぽい色で、中が濃い黄色の芋。甘味が強く、こくがあってねっとりした食感をもち、茨城県産の干し芋として人気がある[25]。
- シルクスイート - 農林水産省の登録品種で、登録名 HE306。外皮は赤褐色で中身は淡黄色。絹のような滑らかな食感と強い甘さを持つ[19]。
- 隼人芋（はやといも） - 鹿児島県の在来種で、別名「にんじん芋」「かぼちゃ芋」。外皮が薄い茶橙色で、加熱すると中身がニンジンのようなオレンジ色になる。カロテン含有量が多く、甘味が強くやわらかい。蒸し芋や焼き芋にするほか、焼酎の原料にも使われる[25][27]。
- 紅はやと（べにはやと） - 皮は赤紫色で、中はカロテン含有量が多くオレンジ色をしている。柔らかく繊維が少ないことから、大学芋や菓子、シャーベットなどに利用される[27]。
- 種子島紫（たねがしまむらさき） - 種子島の在来種で、沖縄県・鹿児島県に多い紫芋の一種。外皮は白く、中身は鮮やかな紫色が特徴。ホクホクした食感で甘味が強く、デンプン質も多く含まれている。焼き芋、蒸し芋のほか、菓子加工用にも向き、紫芋独特の上品な甘さの焼酎にも加工される[25][28]。
  - 種子島ゴールド（たねがしまゴールド） - 1999年に「種子島紫」から品種選抜して育成された品種で、皮が白色で中が斑入りの鮮やかな紫色。紫芋の中では甘味があり、焼き芋、ふかし芋、天ぷらに向き、また和洋菓子の材料としても利用される[28]。
  - 種子島ロマン（たねがしまロマン） - 1999年に「種子島紫」から品種選抜して育成された品種で、皮は赤紫色で中は淡紫色。外観もよく、ふかし芋、天ぷらに向く[28]。
- 安納いも（あんのういも） - 鹿児島県種子島産・安納地区の在来種[20]。甘味が強く、焼くと水分の多いねっとりとした食感で、「蜜イモ」とも呼ばれている。干し芋や焼き芋のほか、デザートの原料にも使われる[25]。
  - 安納紅（あんのうべに） - 2000年に「安納いも」から品種選抜されたもので、在来種よりも優れている。皮は赤褐色で中が淡黄色。粘度が高く、甘味が強い。蒸し芋や焼き芋にすると美味しい[27]。
- 黄金千貫（こがねせんがん） - 外皮も中身も黄白色で、もともとデンプン原料として栽培され、主に芋焼酎の原料として使われる品種。ホクホクした食感とあっさりした甘味があり、天ぷら、焼き芋、ふかし芋揚にも向く[25][27]。
- 栗こがね（くりこがね） - 皮は淡黄褐色で中が黄白色。九州で人気があり、ホクホクした食感で甘味が強い。天ぷらや焼き芋をはじめ、様々な食べ方に使われる[27]。
- こがねむらさき - 種子島で古くから栽培された紫芋から味の良いものを選抜した品種。生産数が少なく「幻のサツマイモ」として珍重される。皮は灰白色で中が薄紫色。熱を通すと濃い紫色になる。肉質は緻密で、和菓子のような上品な甘さがある。天ぷら、ふかし芋、焼き芋に適している[28]。
- 山川紫（やまかわむらさき） - 海外から導入されて鹿児島県山川地方で栽培される品種。皮は赤色で中は濃い紫色。糖分が少なく青果には不向きである代わりに、色の濃い紫を活かして、アイスクリームや芋飴などの着色料として利用する[28]。
- パープルスイートロード - 外皮は赤紫色や暗紫色で中身が濃紫色をした、青果用の紫芋として育成された品種。ホクホクした食感と、ほどよい甘味があり、焼き芋やふかし芋の他、料理や菓子と用途は幅広く使われる[25][28]。
- えいむらさき - 鹿児島県頴娃町で生産される在来種で、外皮は赤色で中はわずかに霜降り状になっている濃い紫色。さっぱりした甘さで、蒸し芋や天ぷらの他、菓子の原料に使われる[28]。
- 紅芋（べにいも） - 沖縄特産の紫芋。肉質はきめ細かく、ほどよい甘さがあり、ふかし芋や焼き芋の他に、菓子やソフトクリームなどにも加工される[28]。
- タマユタカ（玉豊） - 「かんしょ農林22号」という干し芋用・デンプン原料用・飼料用にされる品種で、芋はずんぐりした短紡錘形で、外皮は黄白色で中身が白い。掘ったばかりのものは甘味は少ないが、干し芋に加工することで甘味が出る[19]。
- ベルベット - 大正時代にアメリカから日本へ導入された鹿児島で栽培される品種。皮は紅色、中身がオレンジ色でその周囲が紫色をしているのが特徴。粘質で、天ぷらや干し芋にされる[27]。
- シモンイモ - 南アメリカ原産の白甘藷（Ipomoea batatas）は、日本では「シモン芋」とも呼ばれる[要出典]。

## 栽培

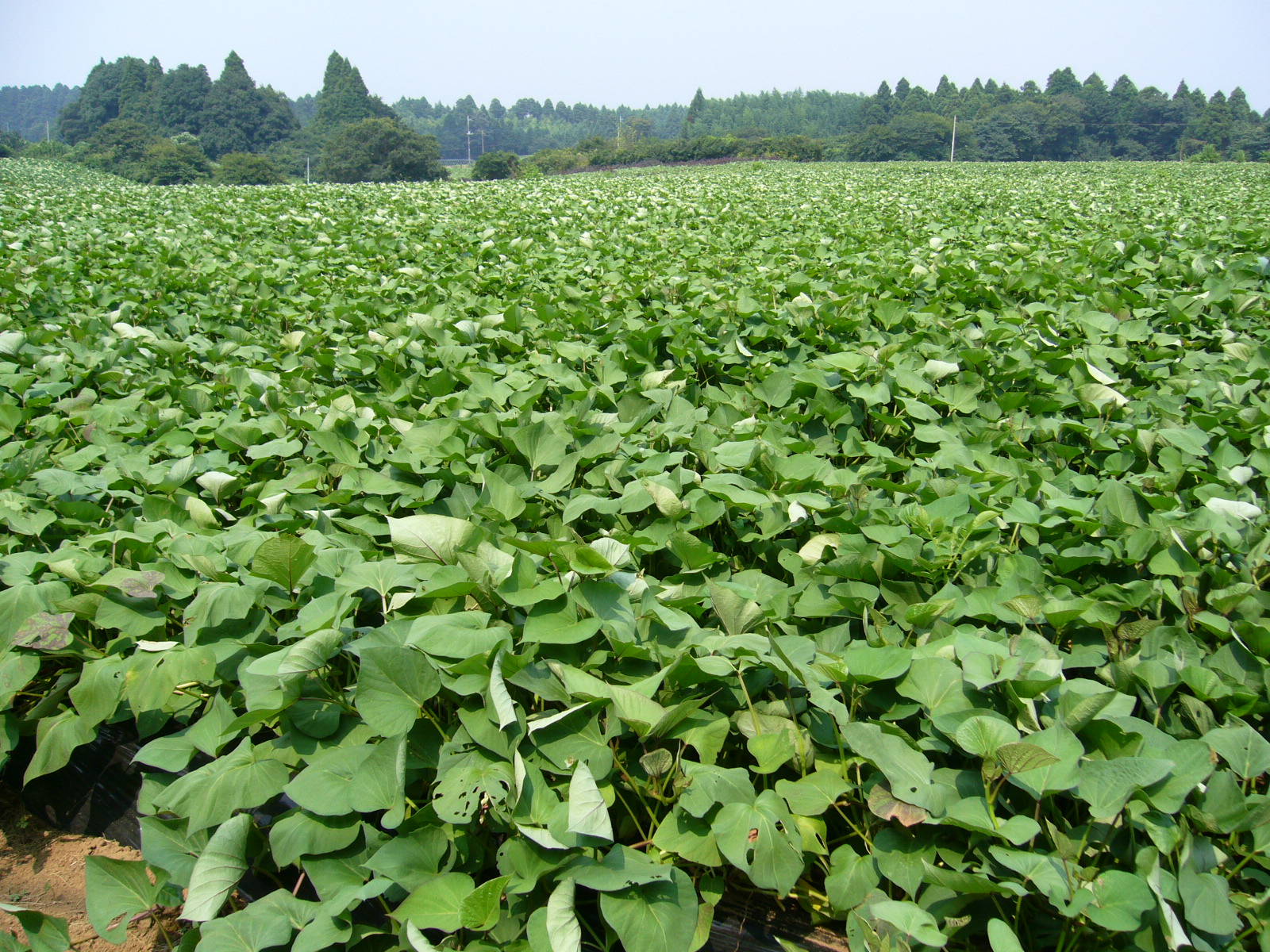
サツマイモ畑

サツマイモは種芋ではなく、発芽させてから苗をつくり、畑に植え付けて栽培する。植え付けまでは手間がかかるが、植え付け後は収穫するまで放任栽培で生育する。連作障害は出にくく栽培は容易であるが、窒素分が多い肥えた畑では茎葉が育ちすぎてイモができなくなる「つるボケ」になるため、肥料は少なく調整する。

### 栽培法
苗となるツルを初夏に定植してから約4か月ほどで、イモの収穫時期となる。サツマイモは繁殖能力が高く、窒素固定細菌（クレブシエラ・オキシトーカ (Klebsiella oxytoca) 、パントエア・アグロメランス (Pantoea agglomerans) ）などとの共生により窒素固定が行えるため、痩せた土地でも育つ。ナス科のジャガイモは連作を非常に嫌う性質を持つ一方で、サツマイモは連作には強く連作障害は少ない方であるが、同じ畑では1 - 2年あけるようにする。野菜のうちでは最も高温性で、生育適温は25 - 30度以上、発芽適温は20 - 30度、イモ肥大の適温は20 - 30度が必要とされている。強い光を好み、乾燥にもよく耐えて生育する。栽培に適する土壌酸度は pH 5.0 - 6.0、土壌の適応性は幅広く、どんな土壌でも栽培は可能であるが、耕土が深くて通気が良いことが芋の肥大には不可欠となる。有機物の多い肥沃な土地では、ツルばかりが伸びて葉が茂り、塊根が太らなくなる「つるぼけ」になってしまうことがある。従って、肥料は窒素過多によって茎葉が茂りすぎる「つるぼけ」を防ぐため、肥沃な畑では肥料をごく少なくする。施肥するとすればデンプン生成に必要なカリ（つまり灰）を施肥するだけでも十分効果がある。栄養繁殖で栽培するため、前年に収穫したイモを次年栽培用の種芋とするが、低温には弱いため10度以上で保存する必要があるといわれる。
サツマイモは種芋を植えるのではなく、種芋から芽を出して育苗して、7 - 8枚の葉が付いたツル（さし苗）を切り取って土に挿すという形で定植し、さし苗の葉の付け根の節から出る不定根を発生させるため浅い角度で茎が埋まるように斜めに挿す。その後、不定根が十分に肥大してやがて芋になるので、これを収穫する方法が一般的である。農家では前年に収穫した種芋を土の中で貯蔵しておき、種芋の両端を切り落として温床をつくって伏せ込み、その種芋から伸びたツルを切り取って苗とする。植え付ける前に、苗のしおれが戻るまで水に挿しておく。苗をつくる場合は、健全な種芋を育苗土を入れた発泡スチロール箱に埋め、日当たりのよい場所を選んで箱の下半分を地面に埋めて、上方をビニールシートで覆い、さらにビニールトンネルをかけておく。温度上昇に伴って芽が出したら、徐々に覆いを外して日に当て、長さ30cmの苗に仕上げる。切り取った苗はコンテナなどにそのまま入れて冷暗所に1週間ほどおき、時々水やりをして発根を促しておくとよい。
水はけと通気性の良い環境を好むため、高さ30cmほどの高畝で育てる。畝は地中の温度を上げ、除草のためにマルチングを行うときもある。春、高畝にした畑に苗を水平、または斜めに差すようにして、30 - 40cmずつ開けて植え付ける。苗は、ややしおれ気味になった苗のほうが根が出やすくなり、植え込んでから1週間ほどで活着する。植え付け後の追肥は一般的には不用である。ツルが四方に伸びてくると、畝間など周囲の土にも根付いてしまうので、根付いた部分から余計な芋がつくのを防止するため、また栄養成長を抑えて芋を充実させるために、ツルを持って根を引き剥がして裏返すように置く「つる返し」を何度か行う。晩夏から秋にかけて、地上部のツルを刈り取って、芋を傷つけないようにまわりの土を掘ってほぐし、株元をつかんで引き抜いて収穫する。霜に当たるとサツマイモが腐ったり、貯蔵性が悪くなったりするため、霜が降りる前に収穫を終えるようにする。
肥料、特に窒素肥料が効き過ぎると葉や茎が育ちすぎる「つるぼけ」になるため禁物である。葉の色を見て特に淡すぎるようであれば少量与えてもよいが、普通の畑ならばほとんど無肥料で良い。サツマイモは痩せた土地でも育つので、前作で野菜を作っている畑の場合では、全く肥料を与える必要はない。苗が植物ウイルスに感染すると収量低下を起こすため、ウイルスフリー苗が利用されることもある。
特殊な栽培法であるが、乾燥地ではツル苗の活着率が悪いため、種芋を直接または種芋を適当な大きさに分割して、ジャガイモのように圃場に直接植えつける（直播）こともある。栽培の省力化を目論んで種芋直播用農機具の技術開発が行われている。

### 病虫害
病虫害はあまり発生しない方であるが、発生する場合は以下のようなものがある。
病気
- つる割病、基腐病[49]、黒斑病[19]、立枯病、かいよう病、軟腐病、帯状粗皮病[50]

害虫
- コガネムシの幼虫[19]、サツマイモネコブセンチュウ[19]、ヨトウムシ[29]、ドウガネブイブイ、チャイロムナボソコメツキ、イモキバガ、ナカジロシタバ、エビガラスズメ

沖縄県全域、奄美群島、トカラ列島、小笠原諸島ではアリモドキゾウムシ、イモゾウムシ、サツマイモノメイガによる被害が問題となっているが、根絶に向け不妊虫放飼法による対策も行われている。

## 産地

### 世界
| 中国           | 51,793,916 | 56.4% |  |  |
| マラウイ       | 5,908,989  | 6.4%  |  |  |
| ナイジェリア   | 4,145,488  | 4.5%  |  |  |
| タンザニア     | 3,921,590  | 4.3%  |  |  |
| ウガンダ       | 1,949,476  | 2.1%  |  |  |
| インドネシア   | 1,806,339  | 2.0%  |  |  |
| エチオピア     | 1,755,855  | 1.9%  |  |  |
| アンゴラ       | 1,680,146  | 1.8%  |  |  |
| アメリカ合衆国 | 1,450,250  | 1.6%  |  |  |
| ベトナム       | 1,402,350  | 1.5%  |  |  |
| 世界計         | 91,820,929 |       |  |  |
|                |            |       |  |  |

国際連合食糧農業機関（FAO）が発表した統計資料によると、2019年（令和元年）の全世界における生産量は9182万トンであり、主食にするイモ類ではジャガイモ（同3億7043万トン）、キャッサバ（同3億0356万トン）に次ぐ。生産地域は中華人民共和国に極端に集中しており、その大部分は酒類への加工用である。ただし、中華人民共和国においては転作が進んでおり、作付け面積及び生産量は減少傾向にあり、2005年までは生産量1億トンを超えていたが、2012年以降6000万トンを下回っている。その影響で、全世界での生産状況も低下傾向を示しており、2005年までは1億2000万トンから1億5000万トンの収穫量があったが、2006年約1億1000万トンを記録して以降減少し続け、近年は9000万トン程度で推移している。なお、2019年の日本の生産量は74.8万トン。
長期の保管に適していないため、自国における生産消費が大部分であり、貿易量は、世界総計で年間30万トン程度と極めて少ない。主要な輸出国は、アメリカ合衆国、ベトナム、ラオス、エジプトなどで、特に米国は総輸出量の2/3程度を占めている。一方主要な輸入国は、英国、オランダ、カナダ、フランス、日本である。
台湾では、17世紀（1603年）の書物『東番記』に最古の番署(サツマイモ)の記述が見られる。台湾への導入ルートは2説あり、一つはポリネシア系の先住民・阿美族渡来ルート、二つ目は南米→欧州→ルソン→台南のバタータルート（ルソン→中国経由の亜説も含む）がある。当初は、葉もの野菜として番薯葉、地瓜葉（さつまいもの葉）が食べられていたが、1683年以降の清朝統治時代の清の入植者によって塊根を副食とするようになった。

### 日本
サツマイモは、比較的痩せた土壌でも生育が可能であり、肥料流通や土壌改良が進まない中でも作付けが容易であったため、1960年代初頭には年間600万トン程度の収穫量があった。しかし、1960年代から1970年代前半にかけ土壌改良等により商品価値の高い作物への転作が急激に進み、1974年には140万トンにまで減少した。それからも、緩慢に減少を続け2000年代に100万トン台、2010年以降は100万トンを割る生産量となっている。
日本における主産地
鹿児島県、茨城県、千葉県、宮崎県、徳島県が全国のトップ5県。このうち上位4県で全国の8割を占め、とりわけ鹿児島県は全国の生産量約69万トンの3割程度を産する。同県ではデンプン原料用や酒造原料用としての作付けも多い。産地の偏在にはいくつか理由がある。まず、鹿児島県内および宮崎県南西部の多くの地域が、多くの農産物には適さないがサツマイモの栽培には適した水はけの良いシラス台地であること。また、サツマイモは可食部が地中の「芋」であるため、台風に襲われても害を受けにくいことなどが挙げられる。
2022年においては、全国の総収穫量は717,000トンであり、主産地の収穫量は以下の通りである。
| 順位 | 都道府県名 | 収穫量                   | 比率 |
| ---- | ---------- | ------------------------ | ---- |
| 1    | 鹿児島県   | 210,000{\displaystyle t} | 30％ |
| 2    | 茨城県     | 194,300{\displaystyle t} | 27％ |
| 3    | 千葉県     | 88,800{\displaystyle t}  | 12％ |
| 4    | 宮崎県     | 77,900{\displaystyle t}  | 11％ |

ブランド産地
- 鹿児島県 - 知覧紅（ちらんべに）、安納芋（あんのういも）
- 徳島県 - 鳴門金時（なるときんとき）
- 石川県 - 五郎島金時（ごろうじまきんとき、加賀野菜の一つ）

この他にも、新潟市西区を主産地とする「いもジェンヌ」のように、地元品種のブランド化を試みる生産者や地方自治体がある。
このほか、生産量は少ないものの地域特産品となっているサツマイモに、新居大島（愛媛県新居浜市）の「七福芋」がある。見かけが白色の白いもで、明治33年（1900年）にアメリカ合衆国から移入された。同島で育てると糖度15％と栗きんとん並みの甘さになる。

### 日本国内間の検疫
植物防疫法の定めにより、アリモドキゾウムシ、イモゾウムシやサツマイモノメイガなどの害虫の拡散を防ぐため国内間でも検疫が行われ、沖縄県全域、奄美群島、トカラ列島、小笠原諸島からは、サツマイモやグンバイヒルガオ等のヒルガオ科植物の生茎葉および生塊根等の持ち出しは規制されている。個人の手荷物程度の量であれば、所定の方法で事前に申請すれば移動規制地域から持ち出すことができる。ただし、蒸気で消毒を行う蒸熱処理を行うためその施設がない地域からの持ち出しは出来ない。加工品にはこのような制限はない。
現地の港および空港に、これらの注意を促す掲示やポスターがあるので、当地を訪問の際には参照されたい。

## 日本列島における栽培と普及史
南方ないしは中国大陸などから伝わったものが薩摩藩で栽培され、享保の大飢饉の際に全国に広まったとされている。

### 本土への渡来

三浦按針

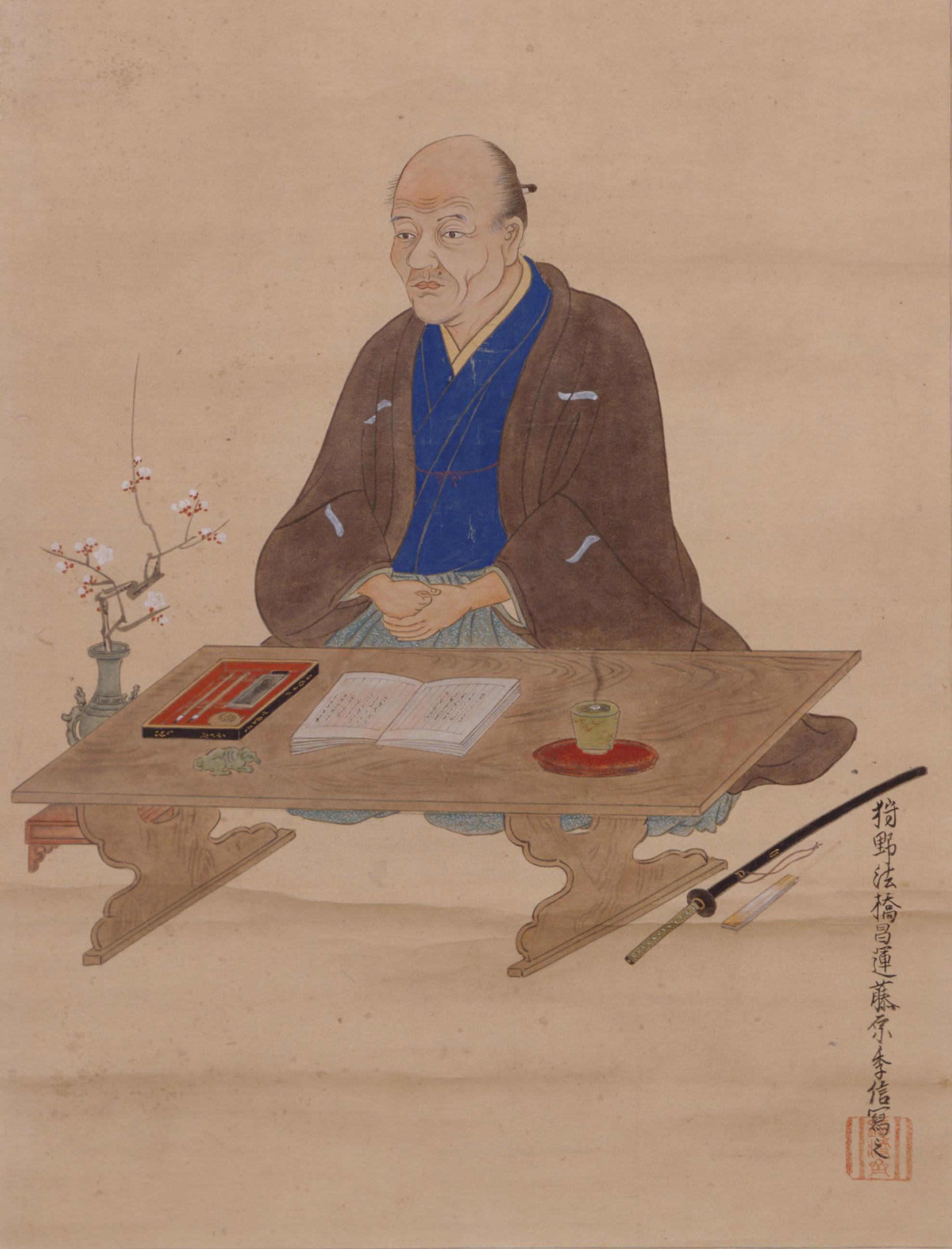
「貝原益軒像」

前述のように、一般的には日本列島の南方から順に伝わったとされているが、室町時代や安土桃山時代に中国や東南アジアから直接、九州各地の貿易港や畿内の堺などにもたらされた可能性もあり、複数の導入経路が考えられる。もっともほとんどの経路において、栽培に成功したわけではなく、定着には至っていない。本土で最初にサツマイモが定着したのは薩摩藩であったとされる。
- 後世に薩摩藩で編纂された農書・本草学書『成形図説』に拠れば、慶長から元和年間（1596から1623年）にかけてのうちに領内の坊津港でのポルトガル人との貿易において、ルソンからの交易品として既にサツマイモがもたらされていたとされる。
- 1614年（慶長19年）、肥前国平戸のイギリス商館[注釈 5]長公使のリチャード・コックスの命を受けたウィリアム・アダムス（三浦按針）は、平戸からシャム（タイ）に向けて貿易のための航海にたった。しかし中古の中国ジャンク船を改造したシーアドベンチャー号は浸水を起こし、琉球国那覇港に寄港した。船の修理を行う間にアダムスは現地の芋を入手し、翌1615年（元和元年）に平戸に持ち帰った。イギリスで食されていたジャガイモに似ているため、コックスは平戸で畑を借り、農民に委託する形でこれを栽培した、とコックスの日記に記されている。コックスはこれを「琉球芋」と記している。
- 同じく元和の頃、薩摩出身の僧侶であった鼎山が、紀伊国に持ち込んだ、とされる。
- 1692年（元禄5年）、伊予国今治藩の重臣江島為信が、日向国から今治藩領に種芋を移入した。しかし、その後の記録は途絶えており、栽培には失敗したと考えられている[67]。
- 1697年（元禄9年）、宮崎安貞が『農業全書』を著す。同書では甘藷についての記述があるが、宮崎は甘藷そのものを見たことはなかったのではないか、と推測されている。また「薩摩や長崎周辺では「琉球芋」または「赤芋」と言い広く栽培されているが、他地域では知られていない」と記している。宮崎と親交のあった貝原益軒の1708年（宝永5年）の著『大和本草』では、貝原が実際に観察したと推測される記述がみられ、また、「蕃薯（琉球芋、赤芋）」と「甘薯」の二つに分けて区別している。貝原は「蕃薯は長崎に多く、甘い」「甘薯は元禄時期に琉球から薩摩に伝わった」としている。
- 1704年（宝永元年）に出版された浮世草子『心中大鑑』（書方軒）に、「八里半（後述）といふ芋、栗に似たる風味とて四国にありとかや」とあり、これはサツマイモのことだと推定される。

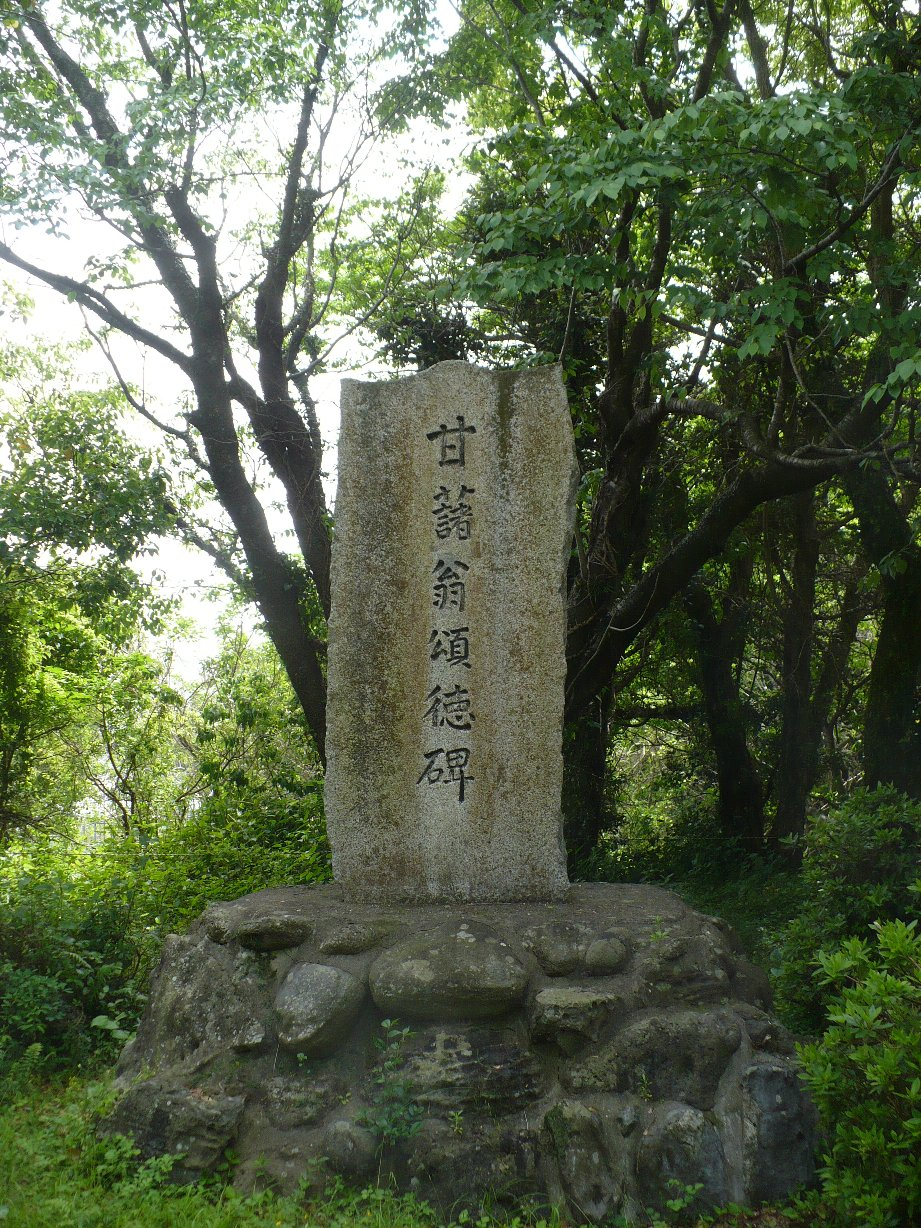
甘藷翁（前田利右衛門）頌徳碑

- 1705年（1709年とするものもあり）、薩摩山川郷岡児ケ水村の前田利右衛門は、船乗りとして琉球を訪れ、甘藷を持ち帰り、「カライモ」と呼び、やがて薩摩藩で栽培されるようになった。前田利右衛門を祀る徳光神社には「さつまいも発祥の地」とする碑が建てられている。

### 救荒作物としての普及
藩を挙げて栽培を奨励していた薩摩藩を除き、サツマイモはまず、民間の力で広まった。最初に本格的な栽培に成功したのは飢饉に見舞われることの多かった芸予地方とされ、その後も土壌や土地傾斜などが耕作に不向きなために食糧生産力が低い、すなわち気候異常などにより飢饉が発生し易かった土地を中心に救荒作物として普及していった。薩摩藩もまた、領内の半数を占めたシラス台地と呼ばれる、米作には不向きな土地があったことが奨励の主要因である。

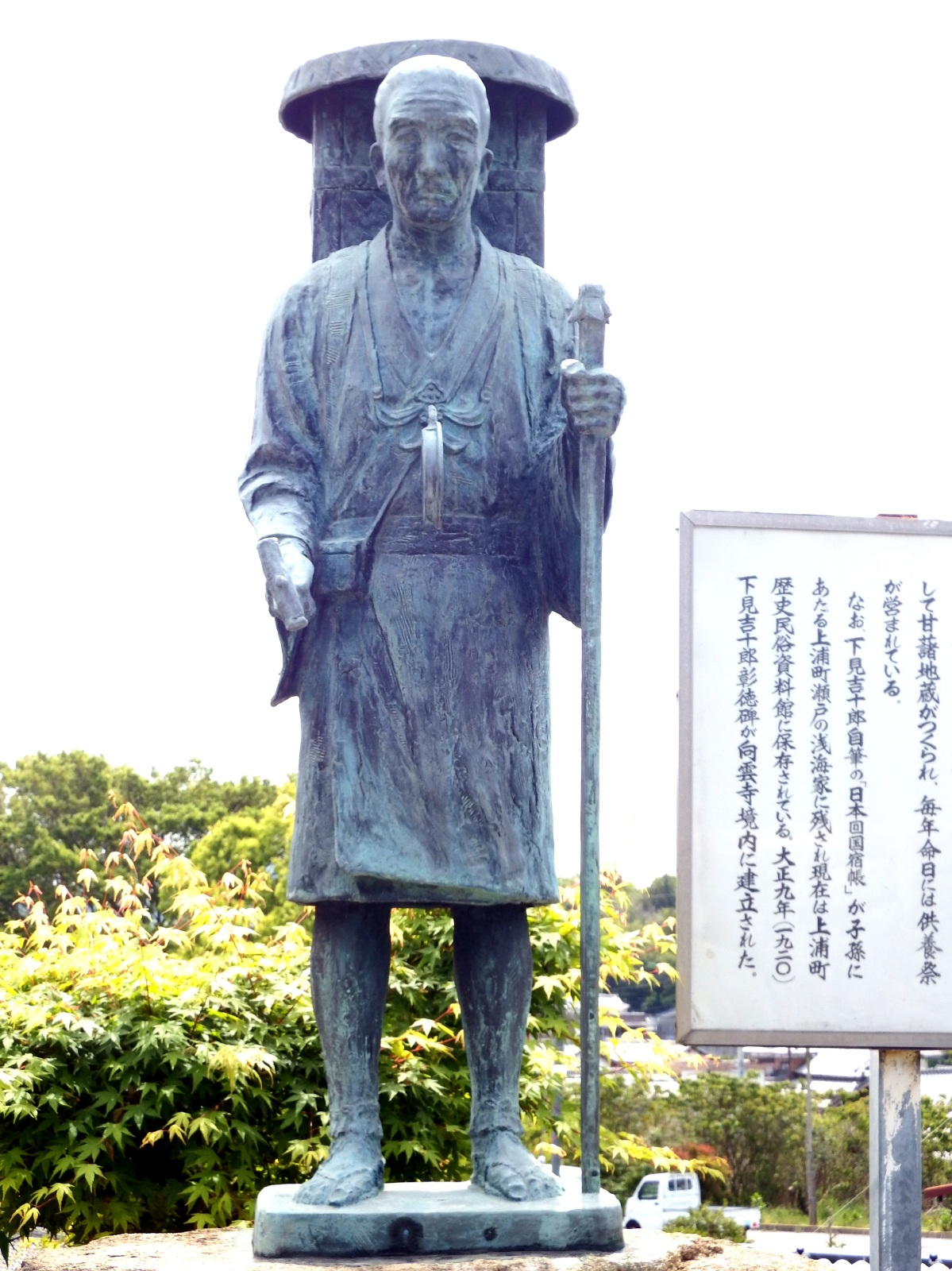
下見吉十郎の像

- 薩摩藩以外で最初に栽培に成功したのは芸予諸島であるとされる。1711年（正徳3年）、六部僧として大三島から諸国行脚の道中に薩摩を訪れた下見吉十郎が、薩摩藩領内からの持ち出し禁止とされていた芋を、仏像に穴を空けてそこに種芋を隠すという手法で持ち出し、故郷である伊予国（現在の愛媛県）大三島での栽培を開始した。下見の妻の父である村上休広が琉球から持ち帰った芋を安芸国竹原で栽培したとする話も伝わる。
- 1715年（正徳5年）、対馬の郷士原田三郎右衛門が、薩摩国からサツマイモの種芋を持ち帰った。対馬国の地は全島の9割近くが山地であり、耕作面積が非常に狭いため、武士階級でも山野の食物を採集して食べていたほど食糧生産事情が悪かったが、サツマイモの普及によりこれが解消した。現地では「孝行イモ」とも呼ばれる。また、サツマイモを非常に手間をかけて加工し、「せん」と呼ばれる保存食を製造していた。この「せん」から対馬独特の団子や餅、ちまき、さらに「ろくべえ」と呼ばれる麺を作る。六兵衛は肥前国島原半島周辺と対馬にて作られているが、両者の関係はよくわかっていない。共通するのは他のサツマイモ産地と同様に「米作りに適した土地（土壌）ではなかった」という点である。
- 1716年（享保元年）、京都の薬問屋・島利兵衛（嶋利兵衛）という男が琉球から芋を持ち帰り、故郷の村で栽培に成功する。一説には禁を破ったため琉球鬼界ヶ島へ島流しとなり、許されて帰る際にこれまた禁を破って芋を持ち帰った、とされている。流刑先は琉球の他、壱岐島・硫黄島・隠岐島など諸説ある。村の名を取り「寺田芋」として名産地となった。利兵衛の墓は後年、和菓子司の手によって「琉球芋宗匠 島利兵衛」と刻まれた。このため同地では「青木昆陽の栽培より10年早い」ということを誇っている[注釈 6]。

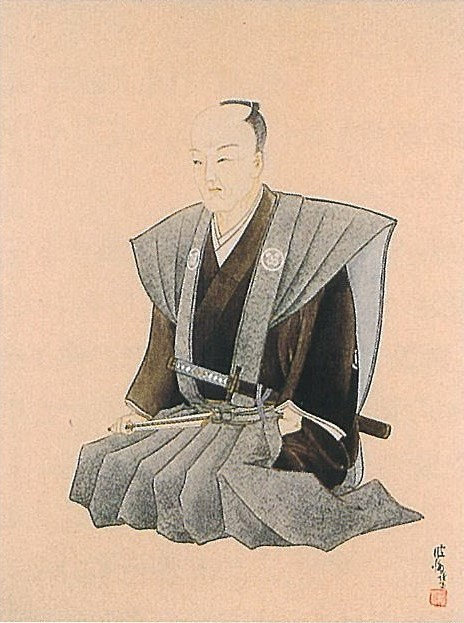
井戸正明像(井戸神社蔵)

- 1732年（享保17年）、享保の大飢饉により瀬戸内地方を中心に西日本が大凶作に見舞われ、深刻な食料不足に陥った。しかしサツマイモを栽培していた伊予国大三島の周辺では餓死者が全く出ず、これによりサツマイモの有用性を天下に知らしめることとなった。

また、石見国（現・島根県）の天領石見銀山では江戸幕府の代官であった井戸正明が同飢饉に対し年貢の減免、年貢米の放出、官金や私財の投入などを行った。大森地区（現在の島根県大田市）の栄泉寺で、薩摩国の僧である泰永から甘藷が救荒作物として適しているという話を聞き、種芋を移入した。その年に種付けを試みたが、種付けの時期が遅かったことなどもあって期待通りの成果は得られなかった。しかしながら、邇摩郡福光村（現・大田市温泉津町福光）の老農であった松浦屋与兵衛が収穫に成功した。その後、サツマイモは石見地方を中心に救荒作物として栽培されるようになり、多くの領民を救った。この功績により、井戸正明は領民たちから「芋代官」あるいは「芋殿様」と称えられ、今日まで顕彰されるに至っている。

### 幕府の奨励
- 江戸幕府はこの頃、救荒作物としてリュウキュウイモ（サツマイモ）の有用性を認識していた。
- 1723年（享保8年）に耕作に不向きで全島飢饉に陥ることが多かった八丈島にこれを導入しようとした。同年の試みは失敗に終わったが、数年後の1727年（享保12年）に「白さつま」と呼ばれる品種の定着に成功した。これとは別に、1728年に同島に島流し刑にされた罪人が、乾燥させて保存させる方法、いわゆる干芋の技法を伝えている。1735年（享保20年）には伊豆七島の各島に後述される青木昆陽の栽培手引書と共にアカイモと呼ばれた品種の種芋を送り、栽培を推奨している。ただし、以降も八丈島民の腹を満たすほどの量は採れず、数年間隔で起きる飢饉時には相変わらず数百人単位の死者を出していた。1767年（明和4年）から1769年（明和6年）の飢餓の際は、最終的に全島で1500人余の死者を出している。1811年（文化8年）に八丈島大賀郷の名主家の菊池武昌（菊池秀右衛門）は新島から紅さつま芋を持ち込み、栽培した。さらに1822年（文政5年)には、武昌の息子の小源太が本土からハンスという品種を導入したとされる。菊池親子の事績は小源太の息子が建てた「甘藷由来碑」として残されており[69][70]、これに従えばこの導入以降10年ほどして、八丈島での栽培が定着したとされる。八丈にはそれまでもサトイモはあったのだが、サツマイモの普及以降、八丈島は飢饉時の人的被害が無くなり、人口が増えたとされる。
  - 1735年（享保20年）に種芋5個を送られた新島での栽培は、それ以前には凶作の年は餓死者を出すこともあったが、栽培以降は餓死者はいなくなったとされる。さらに18世紀末には逆に島外へ出荷するほどの生産量があった。また同島ではサツマイモの澱粉を加工して原料とし、焼酎さらに酢や醤油を製造していた記録が残る。

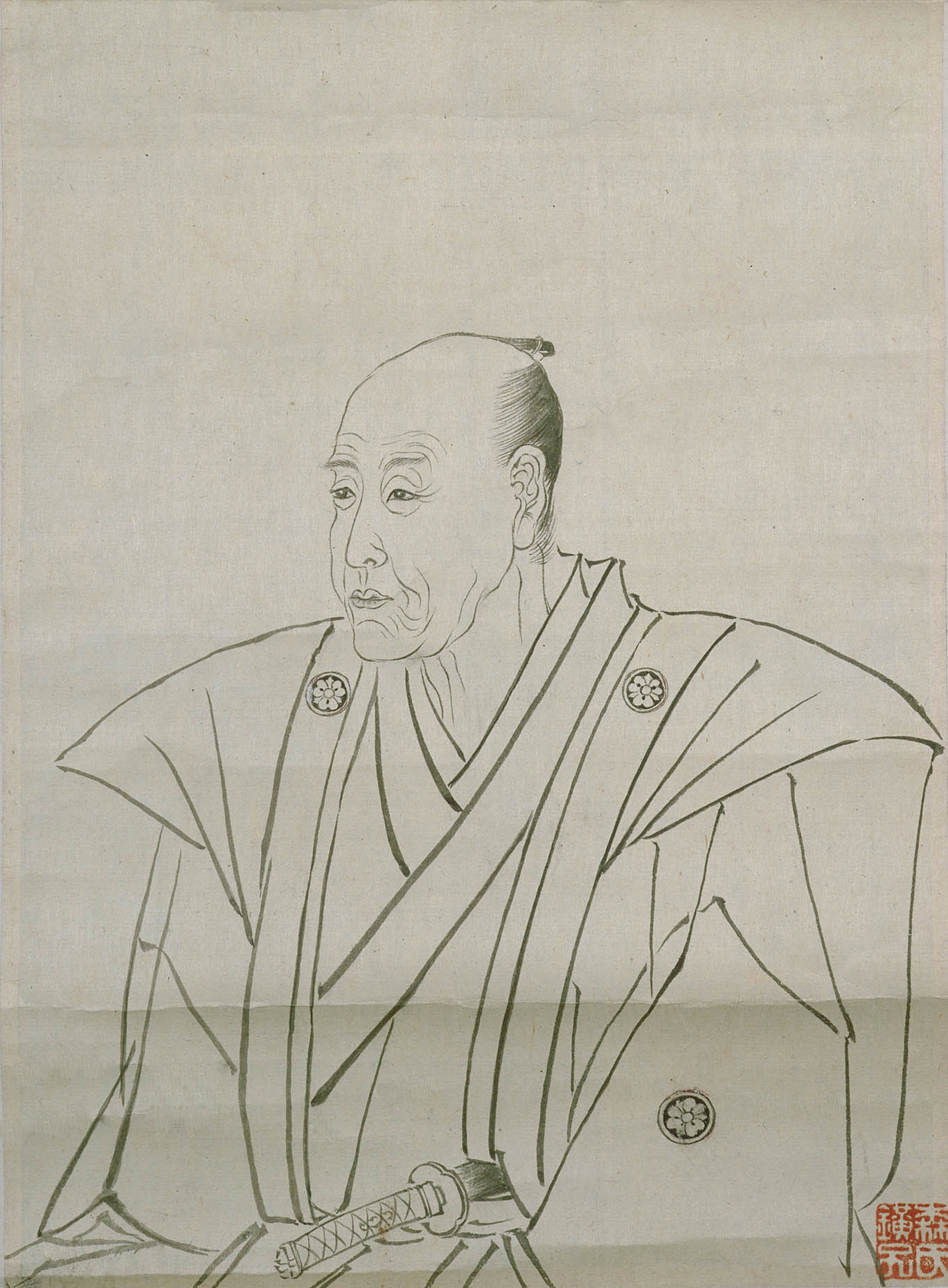
青木昆陽

- 江戸幕府第八代将軍・徳川吉宗の当時、儒学者として知られていた青木昆陽は、その才能を買っていた八丁堀の与力加藤枝直により江戸町奉行・大岡忠相に推挙され、幕府の書物を自由に閲覧できるようになった。昆陽は同じ伊藤東涯門下の先輩である松岡成章の著書『番藷録』や中国の文献を参考にして、サツマイモの効用を説いた『蕃藷考』を著し、吉宗に献上した。

1734年、青木昆陽は薩摩藩から甘藷の苗を取り寄せ、九州出身の者の手を借り、江戸小石川植物園、下総の馬加村（現・千葉市花見川区幕張町）、上総の九十九里浜の不動堂村（現・九十九里町）において試験栽培し、翌1735年に栽培成功を確認した。「薩摩芋」はこれ以後、東日本にも広く普及するようになった。
1734年、 昆陽は『甘藷記』を記し、さらなる普及に努めている。編纂は越智直澄。共著は小比賀時胤、越智直澄、医官の野呂元丈。
1736年（元文元年）昆陽は幕府より薩摩芋御用掛を拝命し、幕臣となった。
サツマイモの普及イコール甘藷先生（青木昆陽）の手柄、とするには異説もあるが、昆陽が同時代に既に薩摩芋を代名詞とする名声を得ていたことは事実である。
- 1801年（享和元年）以降、名代官として知られた幕府旗本の早川正紀が、代官として支配していた武蔵国久喜周辺にサツマイモの栽培を推奨した。

### 一般への普及
その後、サツマイモは庶民の生活・文化の中に急速に浸透した。サツマイモを詠んだ狂歌や川柳も多く残る。
- 1751年（寛延4年）頃、川越の名主が息子を上総に派遣してサツマイモの栽培法を学ばせ、これを導入した。これがのちに川越をサツマイモの名産地と成した。のち川越藩主の松平直恒を通して将軍徳川家治に川越地方でとれたサツマイモを献上した際、「川越いも」の名を賜ったとされる。

川越旧三富新田の神明社境内
「甘諸乃神（いものかみ）」

- 1773年（安永2年）出版の小松屋百亀の小噺本『聞上手』に「いもや」という話が収録されている。古典落語『芋俵』の元になったとされるが、この時点で江戸では芋が庶民にも親しまれ、芋の商いが商売として成り立っていたことがわかる。
- この頃の川柳作品に「夏渋く冬甘くなる堀江町」という一句がある。これは当時日本橋堀江町において、夏は柿渋を塗って製造される団扇を商い、冬は芋を売っていた情景を読んだ一句である。この頃はまだ焼き芋ではなく、蒸した芋であった。山東京伝作の『一百三升芋地獄』の作中において、閻魔大王の裁きを受けたサツマイモは「粋人を胸焼けさせた罪」を問われ、「堀江町地獄」に送られている。このように堀江町は当時、芋の商いで有名であった。
- 1789年（寛政元年）、いわゆる百珍物のレシピ本である『甘藷百珍』（珍古楼主人・著）が出版された。
- 寛政年間（1789年-1801年）頃、尼崎においてサツマイモの栽培が始まった。それまでは農業に適しているとはいえなかった荒れた土地を使い、「尼いも」と呼ばれ特産となった芋は京阪神の料亭などに出荷された。
- 1794年（寛政6年）に刊行された山東京伝・作で北尾重政・画の黄表紙『箕間尺参人酩酊』には、蒸し芋売りの店が描かれている。1830年頃の随筆『寛天見聞記』には「寛政の頃は焼き芋はなく、蒸し芋しかなかった。のち神田甚兵衛橋（弁慶橋隣）あたりで焼き芋が初めて売られた」と記されている。
- 文政年間（1818年-1831年）頃、駿河国御前崎周辺（現在の静岡県御前崎市）で干しいもの製法が確立された。現代の干しいもも基本的にこの製法である。
- 1831年（天保2年）、幕臣の山田桂翁による随筆集『宝暦現来集』には、1793年（寛政5年）の冬に、江戸本郷四丁目の番屋にて、行灯に「八里半」と書いて焼芋[注釈 7]を売った、その後小石川白山町にてこちらは行灯に「十三里」と書いて石焼芋が売られた、と記されている。また、それ以前の江戸では「蒸し芋」が主であったが、このヒット以降、焼き芋が主流になったとも書かれている。番所では小物の商いをすることが黙認されており、その物販の一つとして冬場に芋が売られていた。

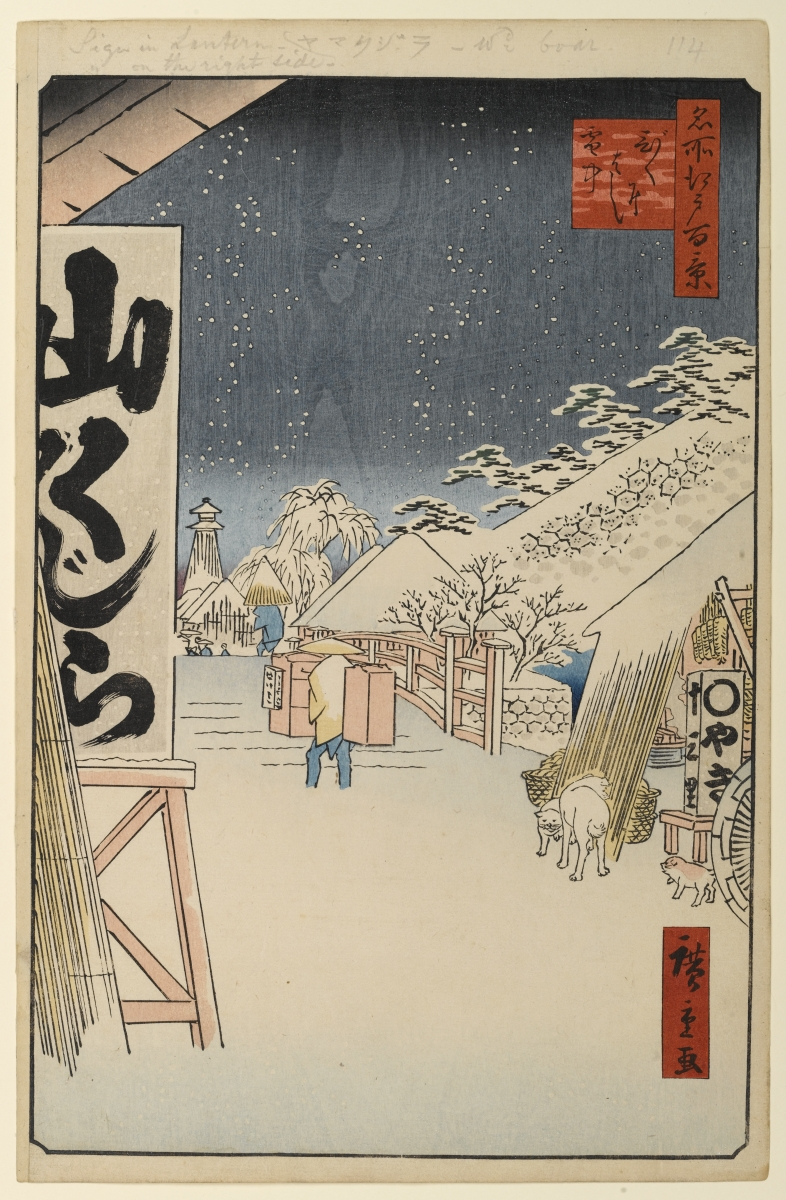
『名所江戸百景』冬の部
「びくにはし雪中」
画の右の「〇やき」の表記看板に注目

- 上述の「八里半」とは栗（九里）に食味が近いという意味である。前出の通り、1704年頃には既に関西方面では知られた名称だったことが推測される。また「十三里」は栗より上という意味と、当時サツマイモ栽培が盛んであった武蔵国川越が、江戸から十三里の距離であったことに由来すると共に「栗より美味い十三里（九里＋四里＝十三里）」という江戸の地口の宣伝文句と共に広まった。1853年（嘉永六年）頃に書かれた喜多川守貞の『守貞謾稿』では、川越とはもはや無関係の関西方面でも「十三里」と書かれた芋売りがいたことが記されている。同書では一方で江戸の「○焼き」「八里半」と書かれた看板（行燈）の挿絵も収録されている。1858年（安政5年）に描かれた歌川広重の『名所江戸百景』中の｢びくにはし雪中｣という作品には、冬の江戸（京橋川が外堀に出る河口に架かっていた比丘尼橋付近。現在の銀座一丁目あたり）で「○焼き」「十三里」と書かれた看板が描かれている。この「○焼き」とは焼き芋の形体の事であり、切ってから焼いたものを「切焼き」、芋一本を丸ごと焼いたものを「丸焼き」と呼び、「○焼き」などと書かれた。また「十里」という用語もある。1850年 (嘉永3年) に西沢一鳳が出した江戸見聞録『皇都午睡』[注釈 8]にて、生焼けの芋を十里と言う、と書かれている。五里五里、すなわち食感がゴリゴリだという意味である。
- 前出の『守貞謾稿』では大阪京都において「ほっこり、ほっこり」と言いながら行商で蒸し芋を売り歩く姿が記録されており、これは同書に先立つ1809年（文化6年）出版の十返舎一九の滑稽本『東海道中膝栗毛』大阪編においても「ほっこりほっこり、ぬくいのあがらんかいな」と売り歩く姿が書かれている。ここから派生し、上方方面では蒸し芋・焼き芋の事を「ほっこり」と呼ぶようになった。『東海道中膝栗毛』作中においても「女中がたの器量不器量、ほっこり買うて喰うてござるも」という文があり、現代の辞書においても「ほっこり」の意味として「上方方言で焼き芋のこと」とされている。
- 1853年（嘉永六年）、薩摩の商人であった丹宗庄右衛門が罪を得て八丈島に遠島処分となった。前出のように八丈島では米が恒久的に不作であり、酒造りに回す余剰の米が無く、酒造は禁止されていた。庄右衛門は八丈島にて栽培定着していたサツマイモを使って、地元薩摩で行われていた芋焼酎作りに着手し成功した。庄右衛門が島に居た16年の間に彼は、薩摩から焼酎に適した品種の芋、薩摩の優れた道具の導入を行い、八丈島に芋焼酎産業を定着させた[注釈 9]。
- 江戸末期において甘いサツマイモは、世間に肥満が増えた原因とされたことがある。
- 近世後期において、九州、四国を中心とした日本の西南地域ではサツマイモの日常食材化が進み、人口増加率も全国平均を大きく上回っている。風害や干害に強く人口支持力の高いサツマイモは、米の売却で利益を得る諸藩にとってもまた藩領民にとっても、基本的に税の対象外でもあり、都合の良い作物だった[71]。
- 江戸時代末期に生まれた菊池貴一郎が「蘆乃葉散人」という筆名で明治30年代になって出版した『江戸府内絵本風俗往来』という書がある。自身の手による挿絵もある同書には、自身の江戸期の思い出として「冬になれば江戸の町人が住む市中で焼芋店のあらぬ所はなかった」「町々の木戸の番太郎の店（番屋）では必ず焼芋を売っていた」「日本橋あたりの繁華街で売っていた芋は甘くて香りが良かった。あれは川越の本場物だったと推測する。だからであろう、値段も高かった」と記されている。また、「焼き芋は9月下旬から12月まで売られた」「1月から2～3月は焼芋ではなく蒸し芋または芋の丸揚げが売られた」とも記されている。同書の著者の菊池とは、のちの四代目歌川広重のことである。

#### 明治以降
- 幕末から明治期には、現在もサツマイモで名高い川越の赤沢仁兵衛が実験・研究しまとめた「赤沢式甘藷栽培法」によって収穫量が増加した。
- 明治42年（1902年）に刊行された夏目漱石の小説『それから』の作中には、東京市内において夏は氷水、冬は焼き芋を扱う店が多くあったことが書かれている。
- 前述の番所での焼き芋の商いは明治期になり番所制度と共に無くなった。一方で漱石が記すようなビジネスが生まれ、さらに専業ではない店や主婦の小商いとして人気があり店舗も多かったが、それらは同時に火災の原因となることも多かった。明治期に入り明治24年（1891年）10月9日に東京府から『麪包（パン）焼場及甘藷焼場規則制定』が出され、さらに明治26年（1893年）には『甘藷焼場改造』の布令が出された。両法令には防火設備の義務付けなどが含まれており、手頃なサイドビジネスとしての街角の焼き芋売りは姿を消していった。同時に明治24年（1891年）11月4日に東京甘藷小売商組合が設立され、業界内での自立規制を執ろうとする動きがみられる。これらの法令にも拘らず東京の焼き芋人気は衰えを知らず、明治30年頃の東京のサツマイモ消費量は「年間60万俵」と記録されている。ただし大正12年（1923年）9月1日に発生した関東大震災により、これらの小売焼き芋店は他業種の店舗と同様にその店舗を失った。
- 明治時代になり、各地に海外から新品種のサツマイモが導入され、品種改良も進み、現在は多様な品種が栽培されている。
  - 伊豆諸島の新島の事例である。広島県安芸郡出身の久保田勇次郎がアメリカに渡り、農場で数年間働いた。明治33年（1900年）に帰国する際に農場からサツマイモを二つ譲り受けた。この新品種が新島に伝わり、島の気候土壌に合致したため栽培が進んだ。「七福」[注釈 10]と名付けられたこの品種は外見が白いことが特徴であり、現地では「あめりか芋」と呼ばれて現在も栽培されており、食用および島の焼酎などの原料として利用されている。
  - 伊豆大島でもサツマイモが栽培されていたが、明治23年に漁業で来島した大分県の粟本佐治郎が、島の娘と結婚して土着した。粟本は一旦大分に帰ったが、再来島した際に地元からサツマイモの品種を持ち込んだ。「テリコ（天留古）」と呼ばれたこの品種は大変に甘く、貯蔵にも耐えたため、瞬く間に全島に広がり、一時は本土に出荷されていた。品種が増えた現在も、テリコは同島で細々ながら保存栽培されている。
  - 明治31年（1898年）、埼玉県木崎村（現在のさいたま市）の主婦であった山田いちが、青木昆陽以来の一般品種であった「八房」から鮮紅色の突然変異を発見した。後にさらに選定を進めて「紅赤」になった。山田家はこれを独占することをせず、希望者にはどんどん分けていたため、紅赤は味の良さからまたたくまに関東一円に広がった。

#### 大学芋

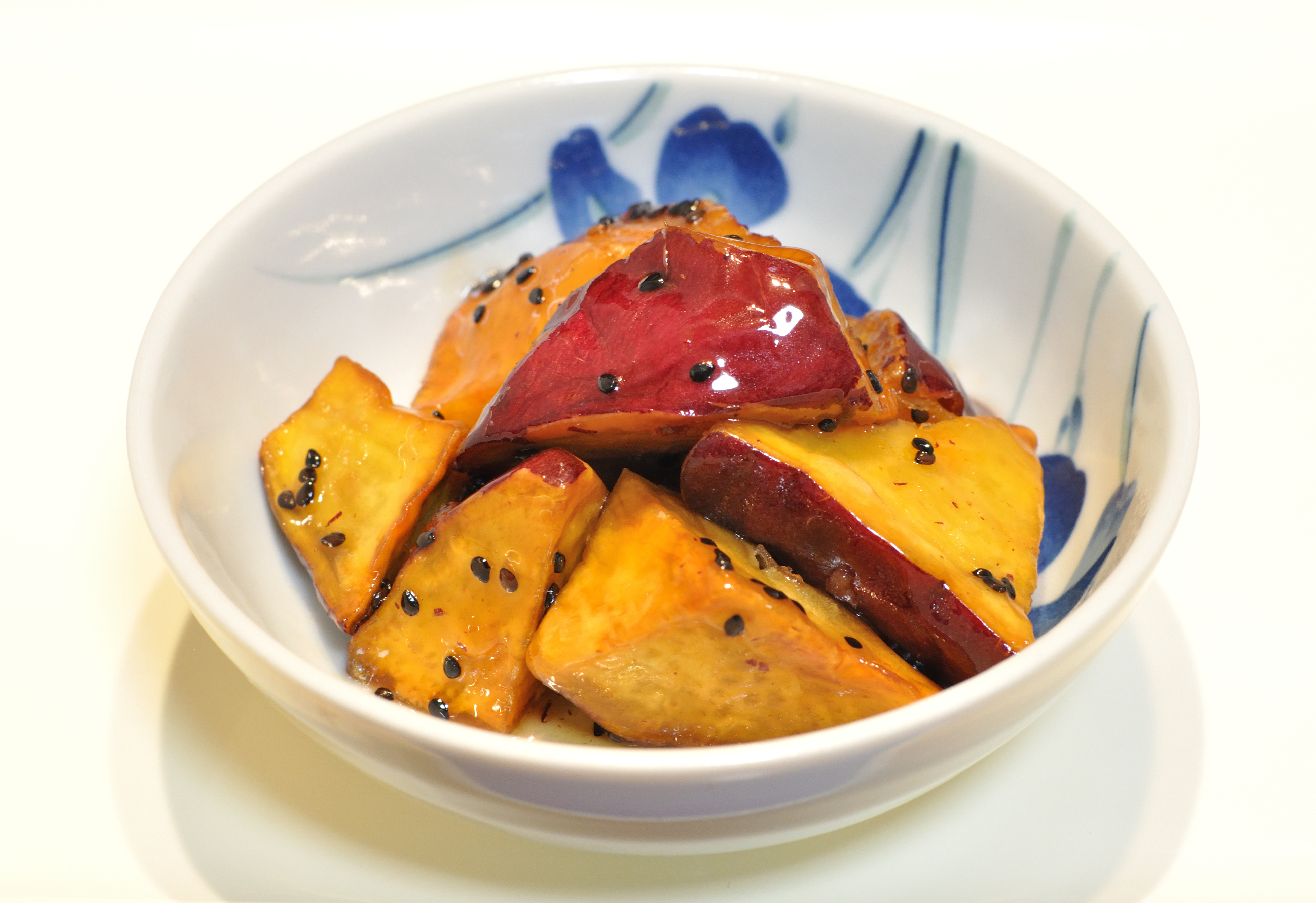
大学芋

- 明治31年（1898年）に平出鏗二郎が書いた『東京風俗志』にて、東京の焼き藷の売り方として「丸焼・切焼・胡麻塩焼の類あれども、京阪に見るが如く輪切にして焼き、醤油を塗れるものなし。近時京都焼きと称して、間々これを学ぶものあれども、多く行われず。」と記録されている、明治時代に焼き藷屋が味付けをしていたこと、またサツマイモにゴマを合わせていたことも知れる。これがのちの「大学芋」のルーツの一つではないかとする説がある。

## 食材としての利用
主に塊根（芋）の部位が利用される。主食やおかずのほか、軽食、おやつ用に様々に調理・加工される。さらには本格焼酎などの酒醸造の材料として使われる。加熱しただけで甘味があり、焼き芋や天ぷらにするとホクホクしたおいしさが引き立つ。反対に、水分が多くねっとりした食感を持つ品種もある。
また、柔らかい葉や茎も食用にでき、これらは主に炒め物や佃煮、かき揚げなどの天ぷら素材などにして利用される。ヒルガオ科のクウシンサイに似た風味で、茎や葉を専用に食べる品種もある。
サツマイモ本来の旬は9 - 11月とされ、掘りたてより貯蔵後が甘いため、収穫してから1か月ほど熟成させてから出荷される。2か月ほど貯蔵して熟成させることで糖度が増し、美味しさが充実してくる。超早掘が5月、早掘が7月から出回ることもあるが、それらは貯蔵性がないため収穫後はすぐに出荷される。芋の皮の色が均一でハリとツヤがあり、傷や斑点がなく、中央部がずんぐりと膨らんでいて、凸凹やひげ根が少ないものが商品価値の高い良品とされる。

### 栄養価

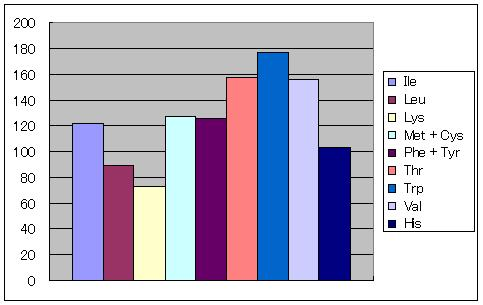
サツマイモのアミノ酸スコア

生の場合の可食部100gあたりのエネルギー量は132kcalで、水分は約66%含まれ、炭水化物31.5g、タンパク質1.2g、灰分1.0g、脂質0.2gが含まれている。デンプンが豊富で、甘味が強いのでカロリーが高めと思われがちであるが、米飯とのカロリー比較で約0.8倍にとどまる。また、ビタミンCや食物繊維を多く含み、サツマイモのビタミンCはリンゴの5倍以上とされ、加熱してもデンプン質によって熱から守られて壊れにくいという特長がある。水溶性・不溶性ともに豊富に含まれる食物繊維はジャガイモの約2倍で、切り口からにじみ出る白い液体のヤラピンの働きで、腸の働きを活性化し、便秘の解消に効果的な食材といわれ、大腸がんの予防、糖尿病や高血脂症、高血圧の予防にも期待されている。ビタミン類は、ビタミンD・Kを除いてバランス良く含んでおり、とりわけビタミンB1・B6・C・Eを多く含んでいる。芋の中身がオレンジ色の品種は色素成分β-カロテンを多く含み、紫色の品種はアントシアニンを含んでいる。ミネラル類では、余分な塩分を排出する作用があるカリウム、鉄欠乏性貧血の予防に欠かせない鉄、赤血球を作るのに欠かさない銅、性ホルモンの合成を助けるマンガンなどに富む。
サツマイモは1回に食べる量が多く、栄養的には多くの野菜を摂ったのと同様の効果があるが、緑黄色野菜に含まれるカロテンの量が普通のサツマイモでは少なく、エネルギーが高いため、肥満を気にする人は注意する必要がある。
サツマイモの炭水化物の約8割がデンプンで、良質なエネルギー源であるが、消化しきれないデンプンが1 - 2割は残る。サツマイモを食べるとガスが出やすいのは、食物繊維としてデンプンが残るせいだと言われるが、健康を保つための大切な働きもしている。単位面積当たりのカロリーベース収量は、コメを上回る。他に、栄養面（特にタンパク質）でコメに比べて劣ることも挙げられる。

### 調理法
焼いたり、蒸したりしてそのまま食べるか、煮物、天ぷら、スイートポテトや大学芋などの菓子などに、また裏ごしして栗金団などにする。60 - 70℃程度で長時間かけて加熱すると、デンプンを麦芽糖に糖化する酵素の働きが活発になり、甘味が増す。石焼き芋やふかし芋は、この性質により甘味をストレートに最大限引き出す調理法である。また、蒸したあと天日で干して干し芋などに加工されることも多い。いも類はポリフェノール化合物による変色（褐変）を起こしやすく、灰汁のタンニンも含まれるため、切断面を水や焼きミョウバン水にさらす方法などで褐変を防ぎ灰汁抜きを行う。色よく仕上げるため、栗金団などで使うときは皮の内側の薄い筋のあるところまで、皮を厚めに剥いて使われる。皮が黒変している部分は、強い苦味がある有害成分を含んでおり、完全に取り除いておく。焼き芋では丸ごと使われるが、皮ごと使う煮物や天ぷらは輪切りに、炒め物や大学芋では皮付きのまま乱切りに、揚げサツマイモなどの揚げ物などには太めの拍子切りにしてよく使われる。
- 安納芋の焼き芋
- 栗金団。左が安納芋を用いたもの、右が紫芋を用いたもの。
- 芋けんぴ
- 薄切りにした芋をビニールハウスで天日干ししている様子

### 保存
サツマイモは、うまく貯蔵すれば長期間食べられる。低温に弱い性質のため冷蔵庫には保存しないで、乾いたサツマイモを新聞紙や紙袋などでくるみ、風通しの良い冷暗所に置いて保存する。温度13 - 15℃くらい、湿度は高めの85 - 90%の日の当たらない場所が、保存に適した環境とされる。旬のものであれば、この状態で3か月ほど保存がきく。低温にはとても弱く、冷蔵庫に長期保存すると腐敗の原因につながる。
農家が種芋として保存する場合は、穴を掘って土の中で貯蔵する。乾燥させたイモを株ごと入れ、藁をかけて、さらに籾殻や土をかけたところにパイプ状のものをさして、空気孔をあけた状態で貯蔵する。

### 食中毒
害虫の食害やフザリウム（Fusarium）属のカビからの防御物質（ファイトアレキシン）として苦味のあるフラノテルペン類のイポメアマロン（iopmeamarone）、イポメアニン（ipomeanine）やイポメアノール（ipomeanol）類を生合成する。この病変は、甘藷黒斑病と呼ばれ、イモは黒緑色から黒色に変色する。イポメアマロンなどの生成物には哺乳類の肝臓および肺への毒性があり、肺の重度出血、間質性肺気腫、肺水腫等の症状を引き起こし、家畜での中毒死事例が報告されることがある。したがって、人の食用および家畜の飼料としては使用できない。また、この苦味物質は焼酎に加工した場合でも、蒸発して焼酎に移行する。

## 原料・飼料としての利用
| 用途         | 消費量(トン) | 割合   |
| ------------ | ------------ | ------ |
| 生食用       | 387,200      | 48.6%  |
| アルコール用 | 213,400      | 26.8%  |
| でん粉用     | 95,800       | 12.0%  |
| 加工食品用   | 71,500       | 9.0%   |
| 種子用       | 9,600        | 1.2%   |
| 飼料用       | 2,200        | 0.3％  |
| 減耗・その他 | 16,800       | 2.1%   |
| 総生産量     | 796,500      | 100.0% |

サツマイモは、調理素材としての食用他、以下のとおり、原料・飼料として利用されている。用途別の消費量は右のとおり。

### デンプン
サツマイモからはデンプンを取ることができる。このデンプンは、春雨や水飴などの原料となる。また、沖縄県ではサツマイモから取ったデンプンがイムクジ（芋くず）という名前で市販されており、生産量が少なく高価な葛粉の代用品として使われている。家庭でも葛餅やジーマーミ豆腐など料理の凝固、とろみ付けに使用される。

### 焼酎
サツマイモは焼酎の原料としても利用され、サツマイモを主原料とした焼酎を芋焼酎といい、鹿児島県や宮崎県を中心に製造されている。デンプンを糖化するための麹原料としても、米と共に芋が使用される。
鹿児島では江戸時代から芋焼酎が作られており、法律によって自家醸造が禁止されるまでは、広く家庭で作られていた。よって、鹿児島では「味のよい焼酎を煮れる女が立派な主婦」などといわれていた。当時の作り方は、サツマイモを蒸してから臼で潰し、それに加水して2 - 5日放置し、そこに黄麹を加えて攪拌して放置して作ったもろみを、ツブロ式蒸留器で蒸留するというものだった。
2000年代には焼酎ブームによりサツマイモ不足に陥った。また、中小建設業者が多角化の一環としてコガネセンガン（黄金千貫）の栽培に取り組む例もみられる。
中国の白酒 (中国酒) には、サツマイモを原料とする製品もある。

### 芋蜜
鹿児島県南九州市の知覧町と頴娃町には「あめんどろ」と呼ばれるサツマイモを煮詰めて作った蜜が伝わっていた。伝統的な製法を守ってきた最後の職人が廃業し、伝統が消滅する寸前であったが、後継者が現れ全国展開を進めている。

#### 原料イモの品種
食用としても広く消費されるベニアズマや紫芋の1種でアヤムラサキ、焼酎専用品種のジョイホワイトなど様々な品種が使用されており、耐病性、単位面積あたりの収穫量、デンプンの含有率、貯蔵性を良くすることに主眼が置かれた品種改良が行われている。
- 農林2号 1970年（昭和45年）頃まで中心品種として栽培されていた[要出典]。
- コガネセンガン 1966年（昭和41年）に命名登録され1967年（昭和42年）より用いられ1980年（昭和55年）過ぎまでは中心品種として栽培された。これは、農林2号よりデンプンの含有率が高く1株当たりの収量が1.5倍であったことによる[要出典]。
- シロサツマ - 1985年（昭和60年）頃から。収穫後も傷みにくい[要出典]。
- シロユタカ - 1985年（昭和60年）頃から。耐病性があり高デンプン含有率[要出典]。
- ムラサキマサリ（農林54号） - 2001年（平成13年）頃から。アントシアニンを含有した紫芋で、蒸留後、芳香性や甘みを与える[要出典]。

この他にも多種の品種が使用される。

### 飼料
サツマイモは、飼料として家畜に与えられることもある。ブタにサツマイモを与えることを義務付けているブランド豚肉もある。そうして育てる千葉県産「いも豚」は、獣臭さが少なく、脂が甘く食べると口溶けが良いことが特徴である。かごしま黒豚の定義では、肥育後期に飼料含量あたり20%のサツマイモを与えるよう定めている。

### 燃料
痩せ地での栽培に適し、デンプンを多く含むサツマイモは、しばしバイオエタノールの原料として注目されることがある。第二次世界大戦中の日本では、不足する航空機用燃料のためにバイオエタノールの製造が研究された。現代においても、環境志向の高まりと将来起こるであろう化石燃料の不足に備えて、研究が進められている。

## 薬用
薬菜の1種として、晩秋から冬にかけて掘り出した塊根を蕃薯（ばんしょ）と称して薬用にする。民間療法では、薬効は疲労倦怠、食欲不振、便秘に有効とされ、煮たり焼いたりして食べる。繊維質が多く、胃腸を温める作用があることから、クリ、ジャガイモ、トウモロコシと同様に、特に冷え症の人の便秘によいと言われる。生野菜を食べても便秘が解消できない人や、虚弱体質で食欲がない子供に向いている薬菜であり、サツマイモを食べると胸焼けを起こす人には、ショウガと一緒に煮て食べるとよいと言われている。

## 文化

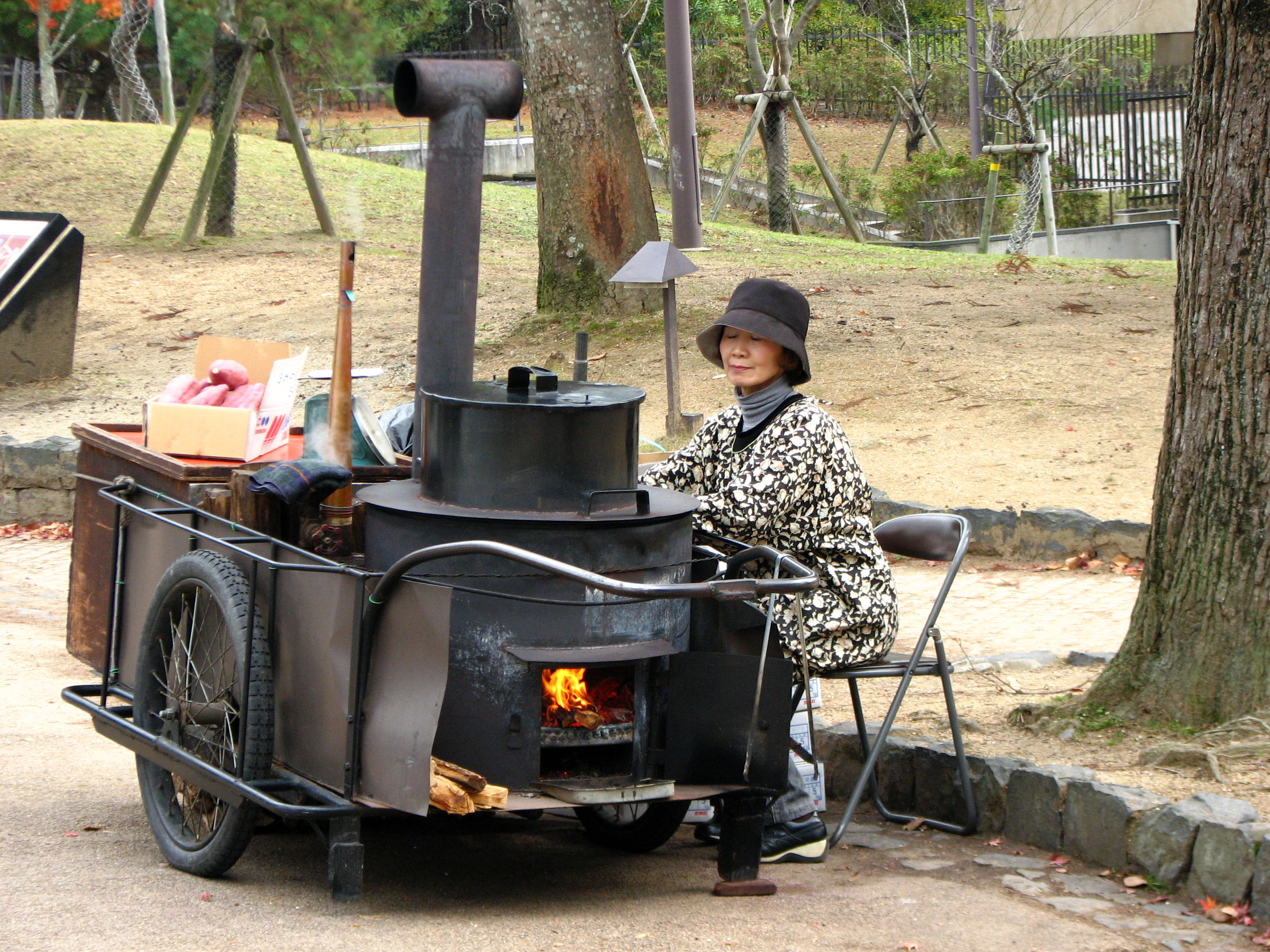
リヤカーの石焼き芋売り

### 食品

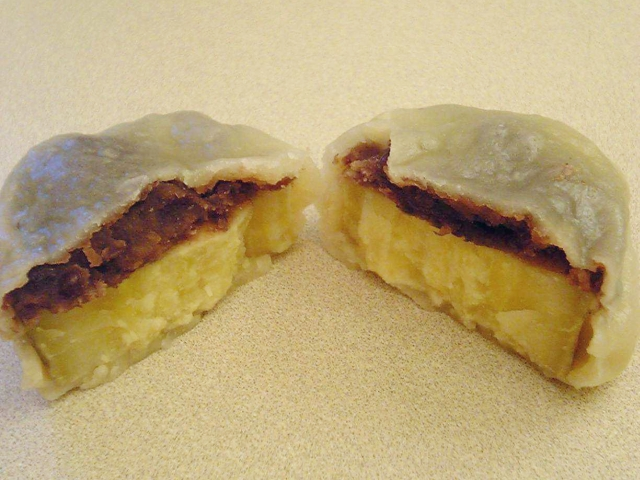
いきなり団子

石焼き芋
石焼き芋の屋台は秋から冬にかけての風物詩である。「いしやあーきぃいも〜」という特徴のある呼び声や、地域によってはピョーという独特の笛の音を響かせて街を巡る。この笛は芋を焼く窯に取り付けられており、排ガスの圧力で鳴る仕組みになっている。
切り干し芋
静岡県の郷土料理。遠江国榛原郡白羽村の栗林庄蔵によって1824年（旧暦文政7年）に開発された。その後、保存食として全国各地に広まった。日露戦争で野戦食としても活用され、「軍人いも」と呼ばれた。

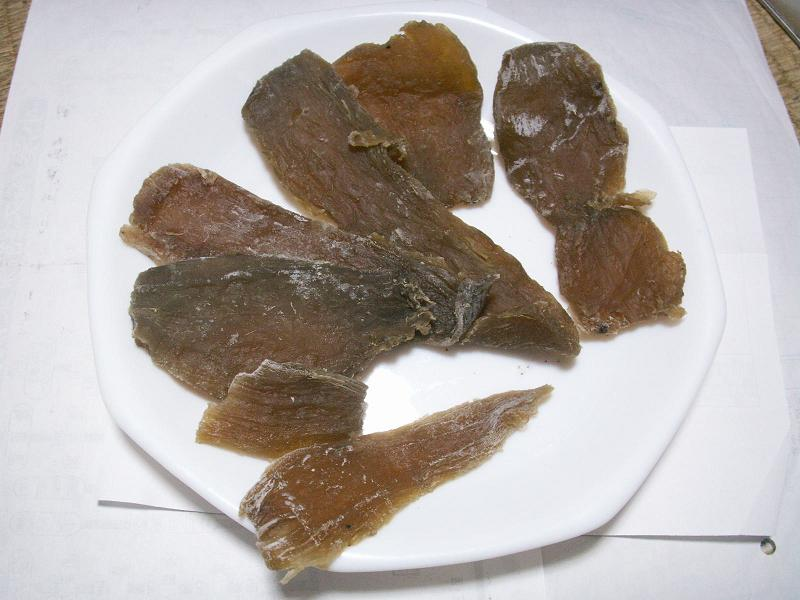
干しいも

干し芋
茨城県の郷土料理。静岡県の郷土料理である切り干し芋を参考に、茨城県那珂郡前渡村の照沼勘太郎によって1895年（明治28年）に開発された。乾燥させたサツマイモとしては、現在は茨城県が圧倒的なシェアを誇るまでになっている。
きんこ
三重県の郷土料理。静岡県の切り干し芋や茨城県の干し芋のように蒸かしてはおらず、煮てから乾燥させている。
いきなり団子（いきなりだんご、いきなりだご）
熊本県の郷土料理、郷土菓子。輪切りにしたサツマイモと餡（小豆あん）を餅（ねりもち）、または小麦粉を練って平たく伸ばした生地で包み、蒸した食品。見た目は大福にも似ている。福岡県筑後地方には、いきなり団子とほぼ同じ「いきなり饅頭」と呼ばれる饅頭状の菓子があり、特に熊本県に隣接する福岡県大牟田市などでは土産物としても扱われている。

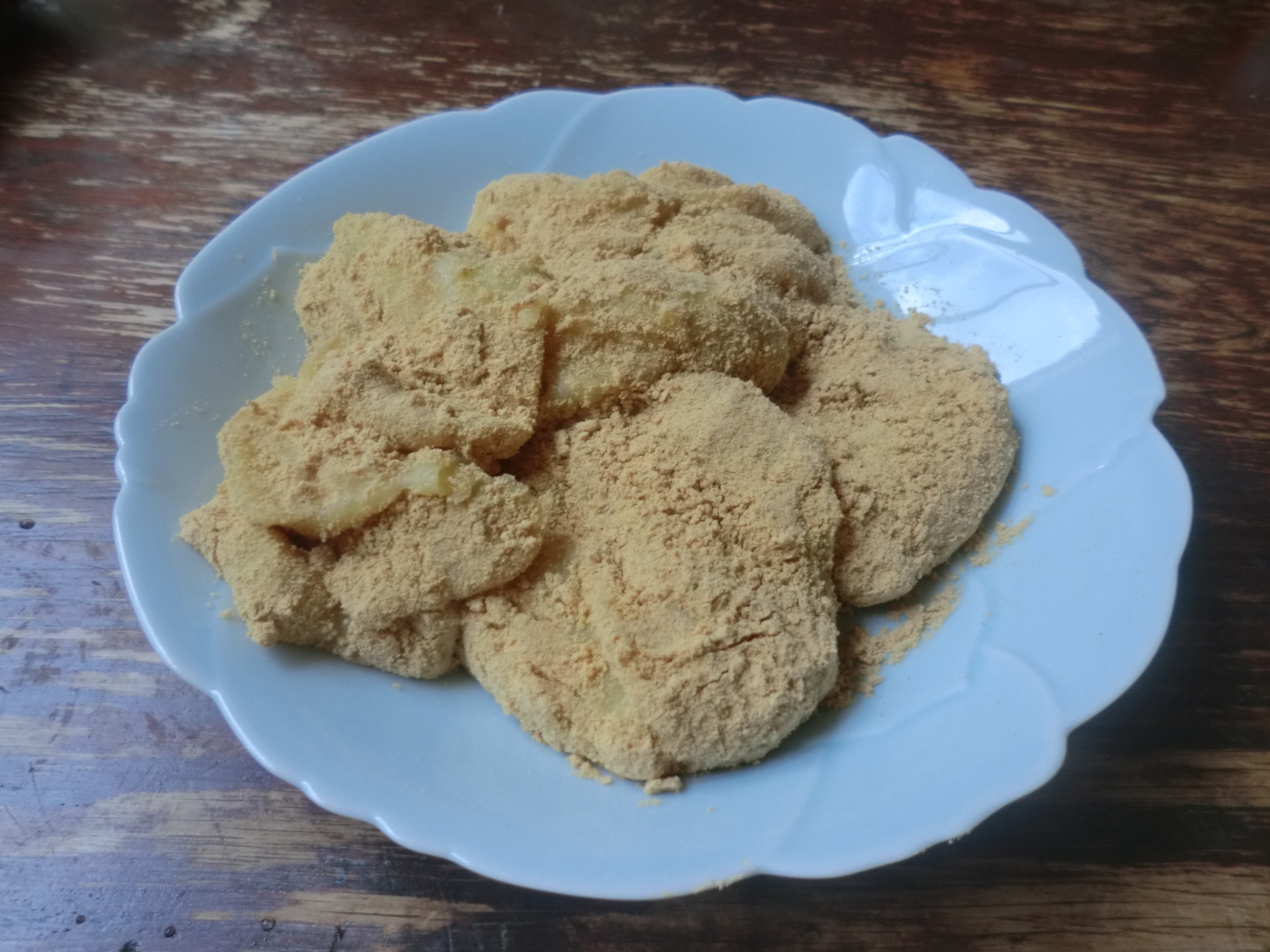
ねりくり

ねりくり（ねったぼ、からいも餅）
鹿児島県から宮崎県南部で食される、茹でた餅と蒸したサツマイモを合わせて作る芋餅の一種。家庭料理としては、正月に余って硬くなった餅や水餅などを使って作られ、食べる時にはきな粉をまぶして食する。奄美群島では小正月の餅花を利用してひっきゃげ、ひっちゃきとする。

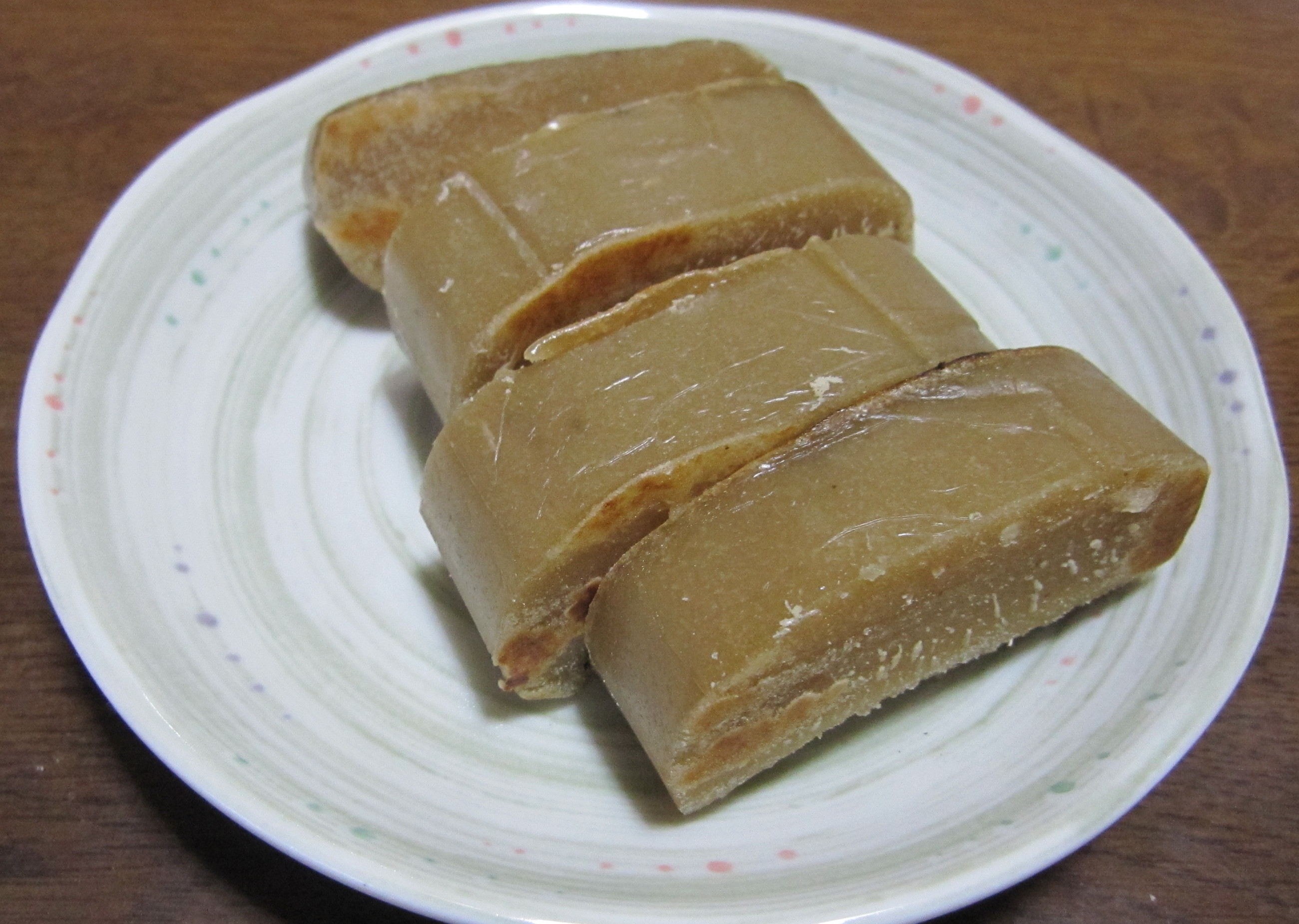
かんころもち

かんころ餅（甘古呂餅）
長崎県五島列島特産のサツマイモを薄く輪切りにし、湯がいて天日で干し上げもち米と蒸して搗き合わせ、お餅に仕上げたもの。かつてもち米の貴重だった時代にその量を増やすために作られ、冬の間の貴重な保存食でもあった。五島列島のほか長崎県の崎戸島、大島などの島々では今でも各家庭の伝統として伝わっている。
丸十
サツマイモは、日本料理の献立に「丸十（まるじゅう）」と書かれることがある。これは、薩摩藩島津氏の家紋が丸に十字であることが由来だとされている。マルジュという地域もある。
芋ケンピ
芋羊羹
芋飴
せん (食品)
スイートポテトパイ
あぶらき
伊豆諸島神津島の郷土菓子。茹でたのち潰したサツマイモに、薄力粉や砂糖などを加えて整形したのち揚げたもの。
切干餅
神津島の郷土料理。生のサツマイモをスライスし、天日に干して乾燥させたのちに砕いて粉にしたのを、糯米を合わせて整形し、揚げて食す。芋粥のように、米（もち米）が貴重であったために生まれた食文化であろうと考えられている。三宅島にも同様の製法で作る「いいもち」がある。
からいも飴
： 鹿児島県で作られるミルキーの様な食感の飴菓子。

### 慣用句

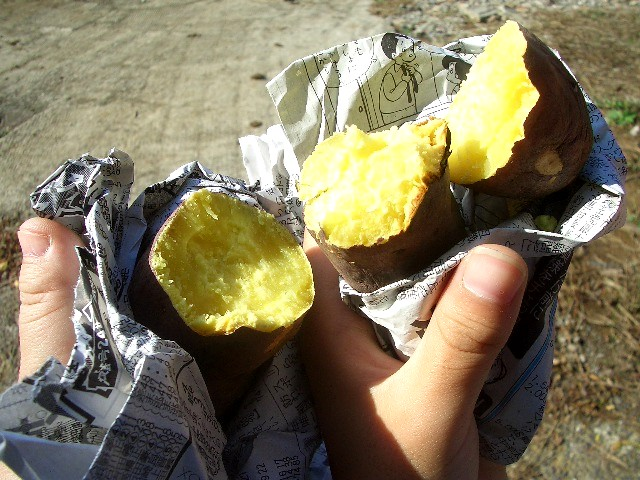
石焼き芋

八里半（はちりはん）
焼き芋（または蒸し芋）の異称。味が栗（くり＝九里）に近く美味しいという意味で八里半。石焼き芋などサツマイモ食品を売る店が看板に用いた。
九里四里（くりより）うまい十三里（または十三里半）、十三里
栗（九里）より（四里）うまいと、サツマイモ（特に川越いも）の美味しさを称えた言葉。
十三里は江戸時代、サツマイモの名産地で知られた川越（現在の埼玉県）が江戸から川越街道を通り、約十三里（52km）の距離であったことに因み、距離的概念の十三里と九里+四里を足して十三里 (9+4=13) を引っかけ、洒落を利かせている。
現在では各地で販売するサツマイモ食品の宣伝文句や商品名に活用されている。愛媛県の佐田岬半島地域でも、佐田岬半島の長さが約十三里であることから「栗よりうまい十三里」という。同半島は火山灰の混じる土壌でサツマイモの産地でもある。
九里四里うまいを略し、「十三里」でサツマイモ、サツマイモ食品の異称にもなっている。
いもづる式
1つの事実が明らかになったことをきっかけに、次々と関連する事実が明らかになること。サツマイモの芋は塊根であり、塊根のもととなる不定根は地表を這っている匍匐茎（ツル）の葉の付け根から出ていて、芋がツルを介してつながっている。1つの芋を掘り出せば残りの芋も容易に見つけられることから来た言葉である。
芋を引く
芋を収穫するときに後ずさりすることから転じて怯むこと。主として仁侠の世界の人間が使うことが多い。
芋っぽい
田舎っぽい、ダサい、垢抜けていないなどを意味する。

### その他
芋掘り
秋、サツマイモの「芋掘り」を観光農園などで体験することができる。サツマイモは収穫しやすく、探り掘りの楽しみもある上、掘った後の調理も比較的簡単であるので、学校行事として行うことも多い。幼稚園・保育所などでは、秋の行事として定着している所も少なくない。収穫したイモを園庭で焼き芋にして食べる園もある。
芋堀をテーマとする本
- 『ねずみのいもほり』 ISBN 4-89325-199-6
- 『さつまのおいも』 ISBN 4-494-00563-0
- 『おおきなおおきなおいも』 ISBN 4-8340-0360-4

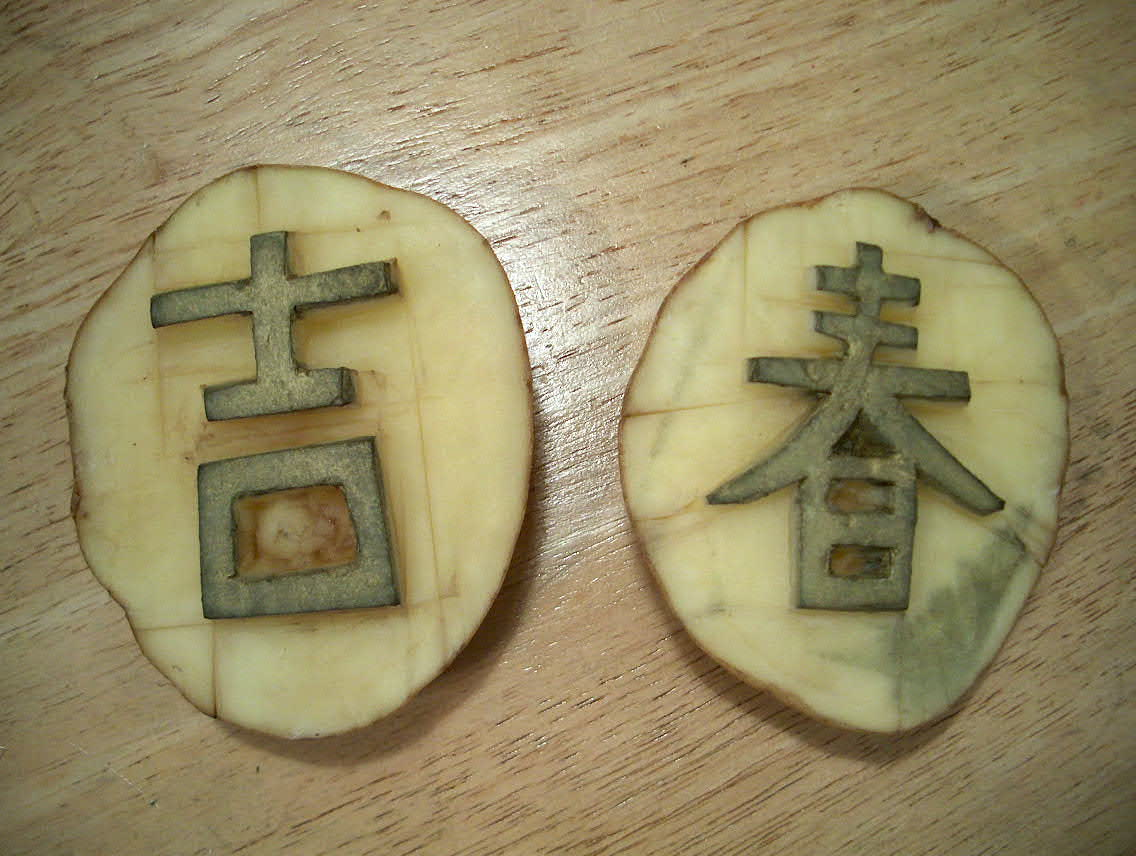
ジャガイモを使用した芋版

芋版（いもばん）
サツマイモなどの芋を輪切りにし、その断面に図や文を彫って印刷する簡易な凸版印刷術。児童教育にも用いられる。
さつまいもの日 - 10月13日
サツマイモの旬が10月であることと、川越いも（サツマイモの一種）と埼玉県川越市に由来する言葉「九里四里（くりより）うまい十三里」の13里を合わせて、同市の市民グループ『川越いも友の会』が記念日に制定した。